# Meilleur handballeur mondial de l'année
Le meilleur handballeur mondial de l'année est désigné chaque année par la Fédération internationale de handball (IHF) depuis 1988. Cette récompense distingue simultanément un homme et une femme à la suite de leurs performances dans des compétitions internationales et nationales de handball.
En 2018, la Roumaine Cristina Neagu est élue pour la quatrième fois après 2010, 2015 et 2016. Chez les hommes, le Danois Mikkel Hansen égale au palmarès le Français Nikola Karabatic avec trois récompenses.
Six joueurs ou joueuses ont également été récompensés à deux reprises : le Russe puis Espagnol Talant Dujshebaev (1994 et 1996), la Hongroise Bojana Radulovics (2000 et 2003), le Croate Ivano Balić (2003 et 2006), le Danois Niklas Landin Jacobsen (2019 et 2021), Mathias Gidsel et Henny Reistad (2023 et 2024).

## Modalités
Les modalités de désignation sont :
- de 1987, 1988 et 1990, l'élection est faite par des journalistes de l'Association internationale de la presse sportive (AIPS) ;
- en 1989 et de 1991 à 1993, il n'y pas eu d'élection ;
- entre 1994 et 2007, le meilleur handballeur de l'année est désigné via le vote des lecteurs du magazine World Handball Magazine, édité par la Fédération internationale de handball (IHF) ;
- depuis 2008, une première sélection est établie par un jury d'experts, puis le vote des internautes désigne les deux lauréats.
- en 2017, l'élection a été annulée par manque de votants[2],[3] ;
- en 2020 et en 2022, la Fédération internationale de handball n'a pas organisé d'élection.

## Palmarès masculin
| Année | Joueur                             | Nationalité                        | Club(s)                            |
| ----- | ---------------------------------- | ---------------------------------- | ---------------------------------- |
| 1987, | Veselin Vujović                    | Yougoslavie                        | Metaloplastika Šabac               |
| 1988  | Kang Jae-won                       | Corée du Sud                       | Université Kyung Hee               |
| 1989  | Titre non attribué                 | Titre non attribué                 | Titre non attribué                 |
| 1990  | Magnus Wislander                   | Suède                              | Redbergslids IK & THW Kiel         |
| 1991  | Titre non attribué                 | Titre non attribué                 | Titre non attribué                 |
| 1992  | Titre non attribué                 | Titre non attribué                 | Titre non attribué                 |
| 1993  | Titre non attribué                 | Titre non attribué                 | Titre non attribué                 |
| 1994  | Talant Dujshebaev                  | Russie                             | CB Cantabria                       |
| 1995  | Jackson Richardson                 | France                             | OM Vitrolles                       |
| 1996  | Talant Dujshebaev (2)              | Espagne                            | Teka Santander                     |
| 1997  | Stéphane Stoecklin                 | France                             | GWD Minden                         |
| 1998  | Daniel Stephan                     | Allemagne                          | TBV Lemgo                          |
| 1999  | Rafael Guijosa                     | Espagne                            | FC Barcelone                       |
| 2000  | Dragan Škrbić                      | RF Yougoslavie                     | RK Celje & HSG Nordhorn            |
| 2001  | Yoon Kyung-shin                    | Corée du Sud                       | VfL Gummersbach                    |
| 2002  | Bertrand Gille                     | France                             | SO Chambéry & HSV Hambourg         |
| 2003  | Ivano Balić                        | Croatie                            | RK Metković                        |
| 2004  | Henning Fritz                      | Allemagne                          | THW Kiel                           |
| 2005  | Arpad Šterbik                      | Serbie-et-Monténégro               | BM Ciudad Real                     |
| 2006  | Ivano Balić (2)                    | Croatie                            | Portland San Antonio               |
| 2007  | Nikola Karabatic                   | France                             | THW Kiel                           |
| 2008  | Thierry Omeyer                     | France                             | THW Kiel                           |
| 2009  | Sławomir Szmal                     | Pologne                            | Rhein-Neckar Löwen                 |
| 2010, | Filip Jícha                        | Rép. tchèque                       | THW Kiel                           |
| 2011, | Mikkel Hansen                      | Danemark                           | AG Copenhague                      |
| 2012, | Daniel Narcisse                    | France                             | THW Kiel                           |
| 2013, | Domagoj Duvnjak                    | Croatie                            | HSV Hambourg                       |
| 2014, | Nikola Karabatic (2)               | France                             | FC Barcelone                       |
| 2015, | Mikkel Hansen (2)                  | Danemark                           | Paris Saint-Germain                |
| 2016, | Nikola Karabatic (3)               | France                             | Paris Saint-Germain                |
| 2017  | Annulée par manque de votants,     | Annulée par manque de votants,     | Annulée par manque de votants,     |
| 2018, | Mikkel Hansen (3)                  | Danemark                           | Paris Saint-Germain                |
| 2019  | Niklas Landin Jacobsen             | Danemark                           | THW Kiel                           |
| 2020  | Pas d'élection organisée par l'IHF | Pas d'élection organisée par l'IHF | Pas d'élection organisée par l'IHF |
| 2021  | Niklas Landin Jacobsen (2)         | Danemark                           | THW Kiel                           |
| 2022  | Pas d'élection organisée par l'IHF | Pas d'élection organisée par l'IHF | Pas d'élection organisée par l'IHF |
| 2023  | Mathias Gidsel                     | Danemark                           | Füchse Berlin                      |
| 2024  | Mathias Gidsel (2)                 | Danemark                           | Füchse Berlin                      |

### Galerie

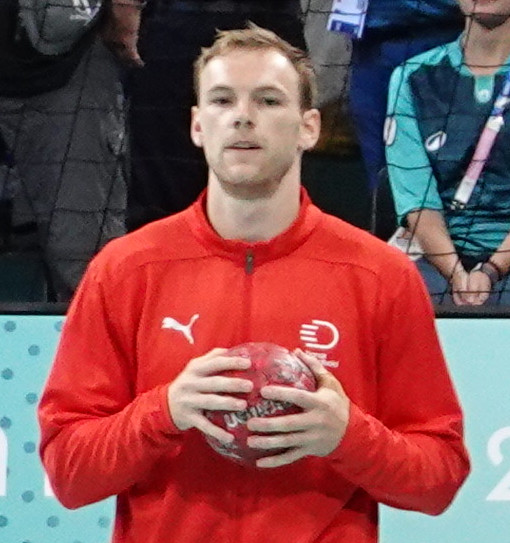
Mathias Gidsel, 2023 et 2024
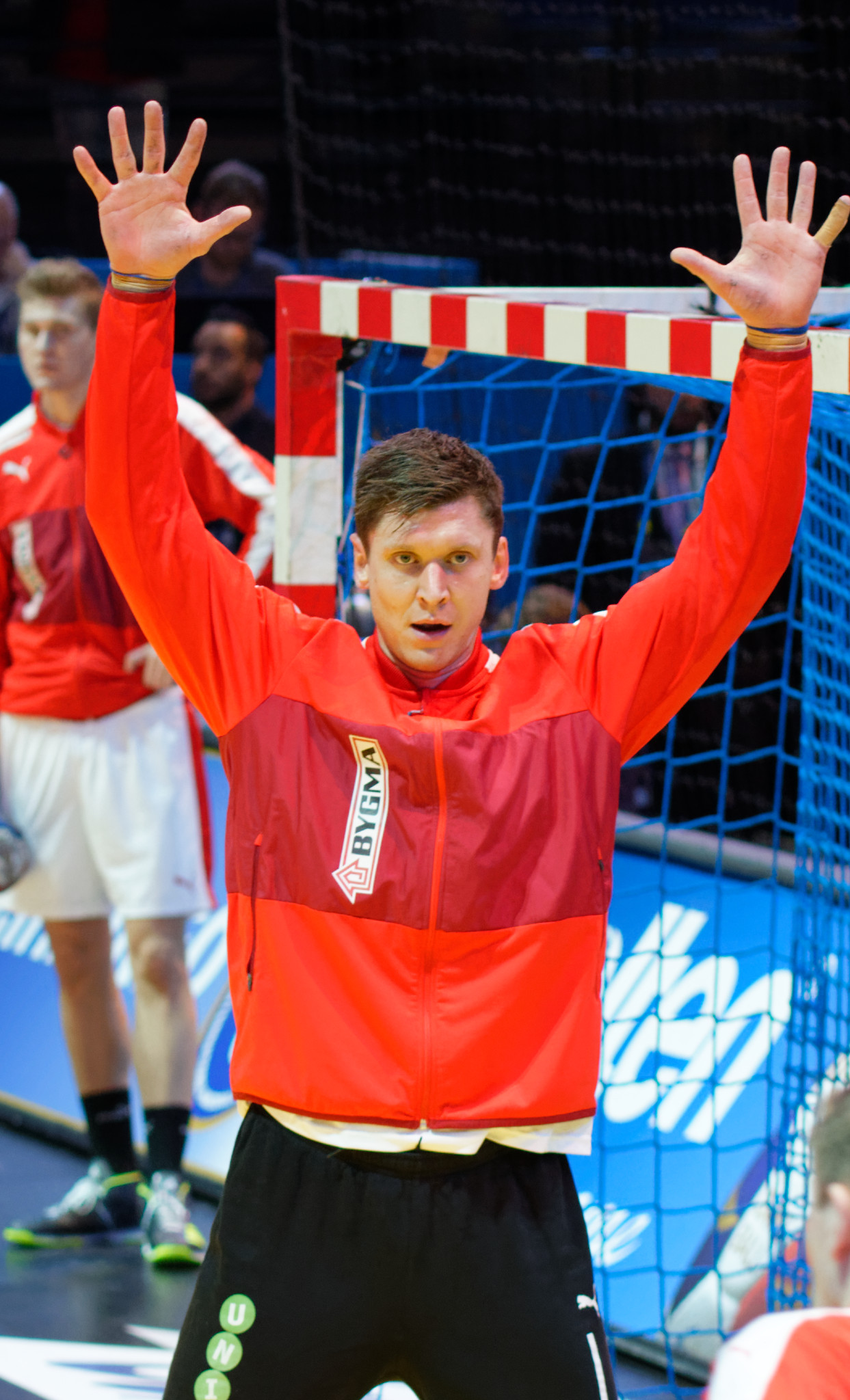
Niklas Landin Jacobsen, 2019 et 2021
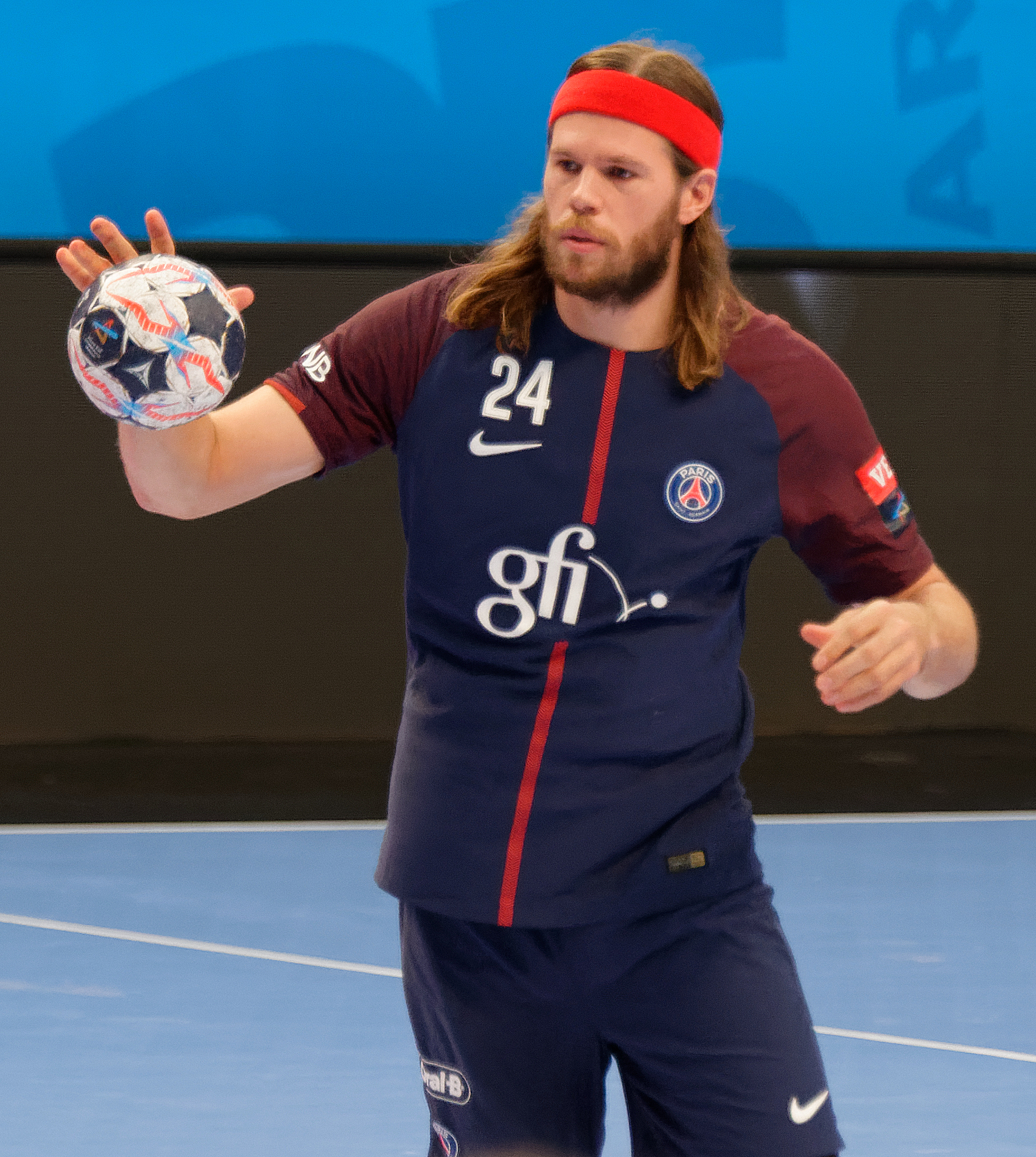
Mikkel Hansen, 2011, 2015 et 2018
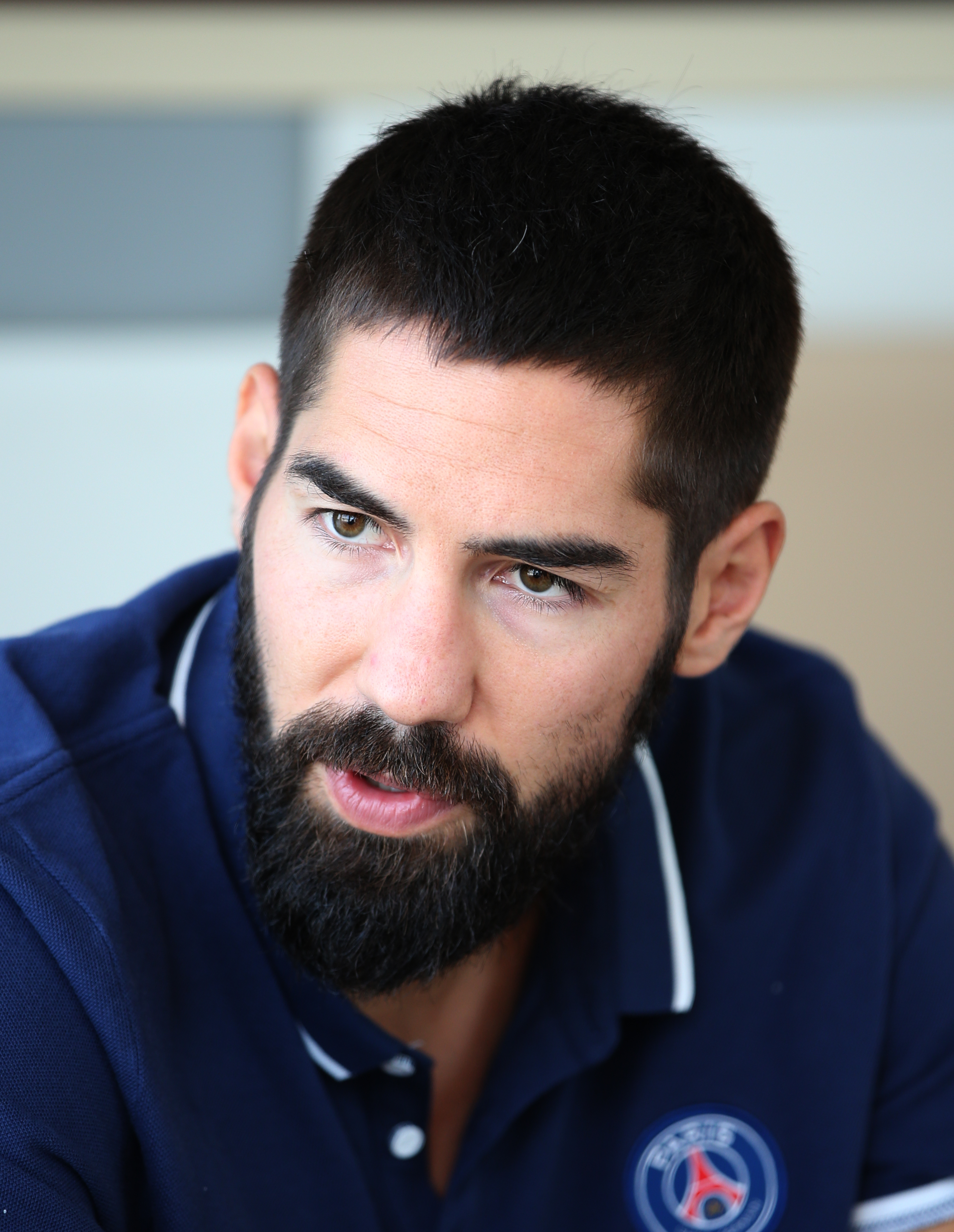
Nikola Karabatic, 2007, 2014 et 2016
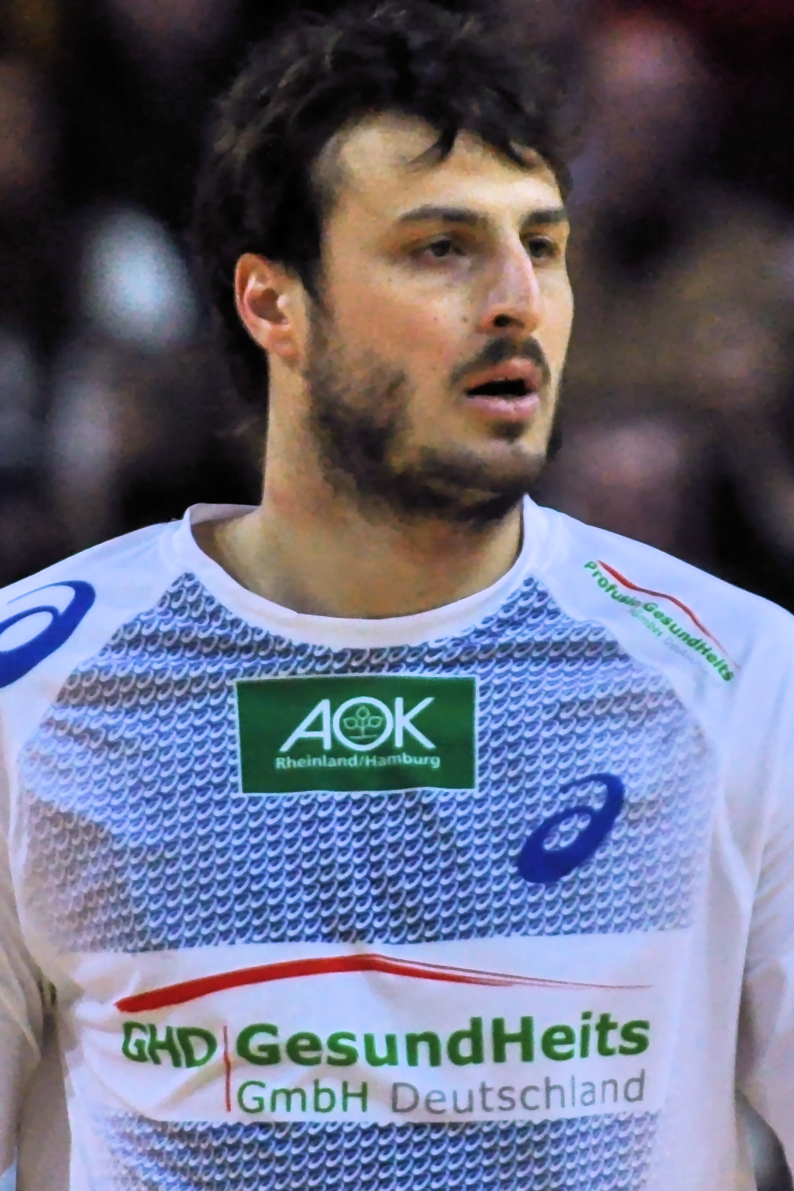
Domagoj Duvnjak, 2013
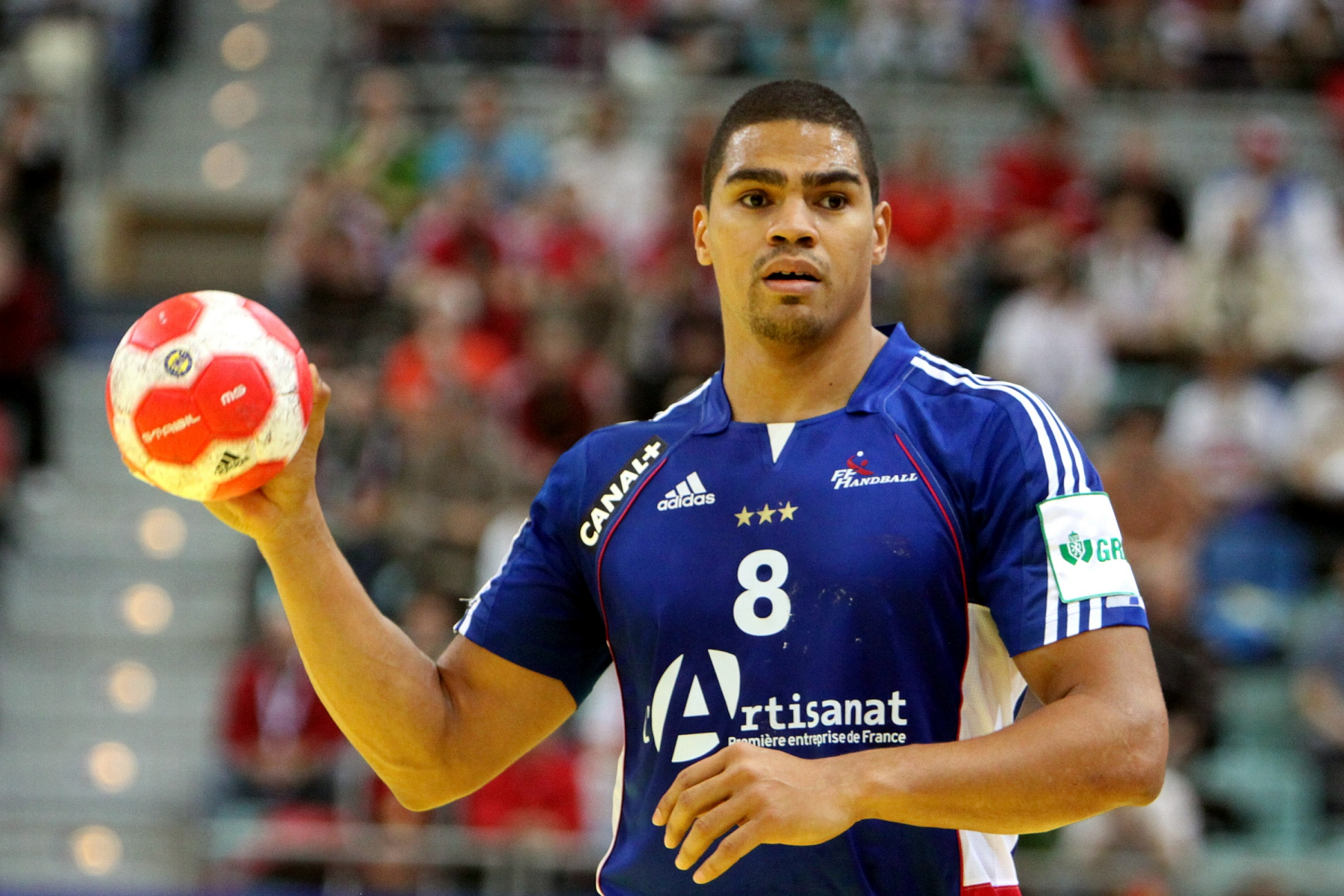
Daniel Narcisse, 2012
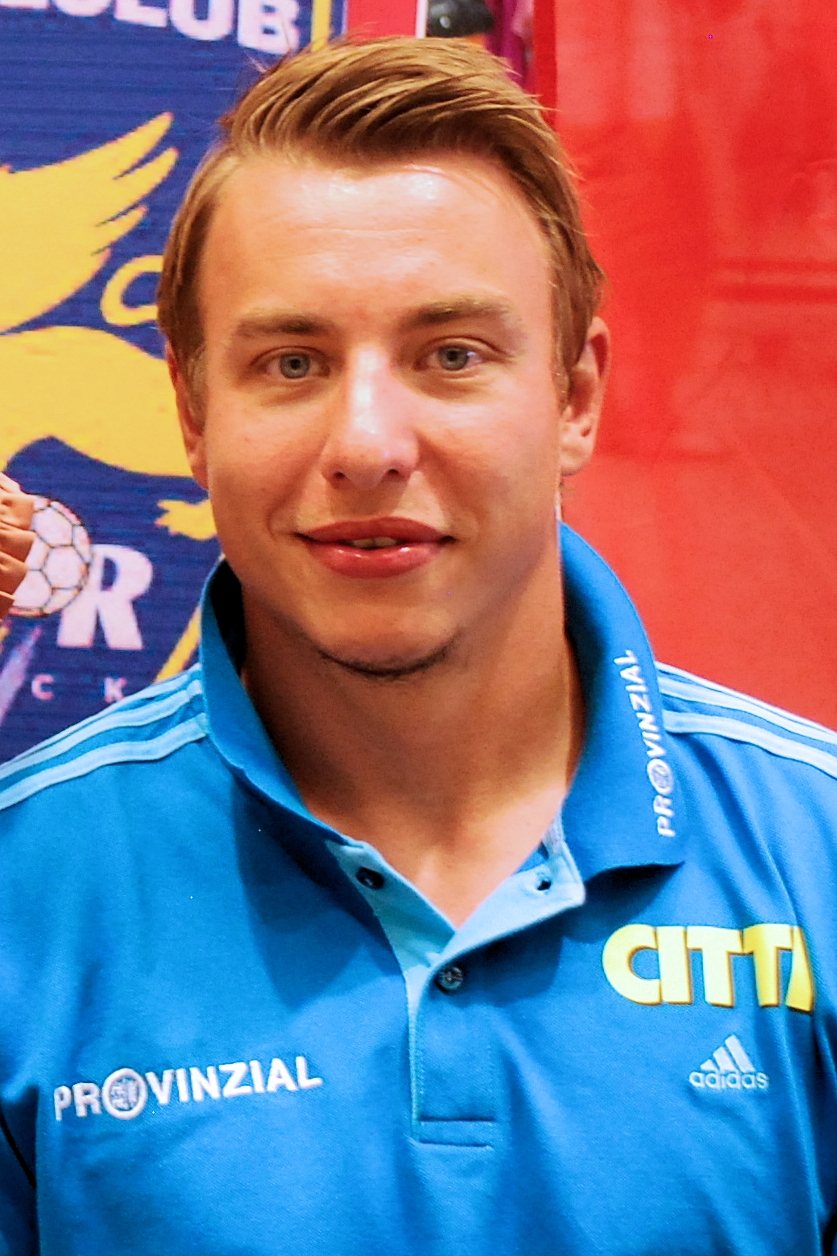
Filip Jícha, 2010
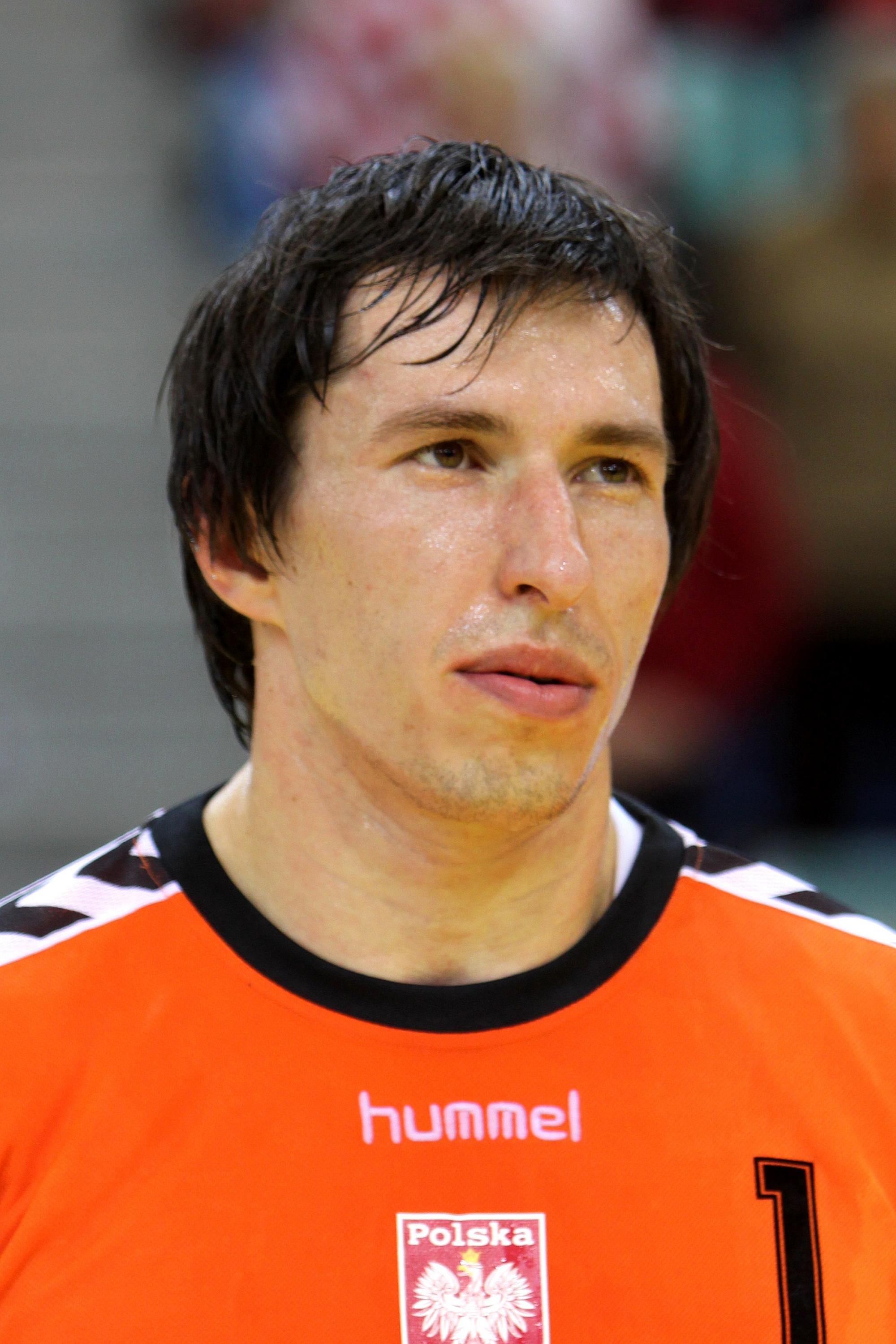
Sławomir Szmal, 2009
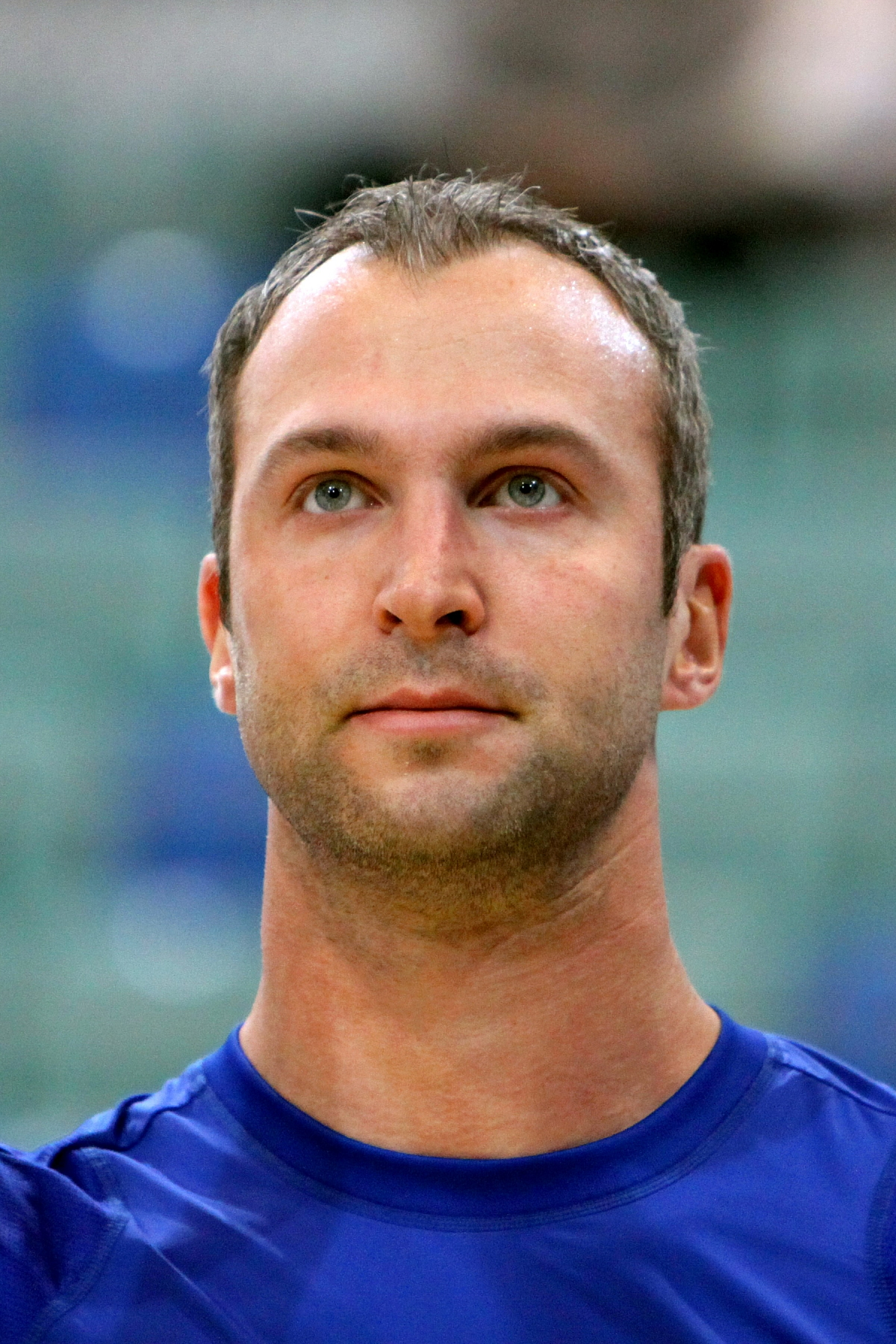
Thierry Omeyer, 2008
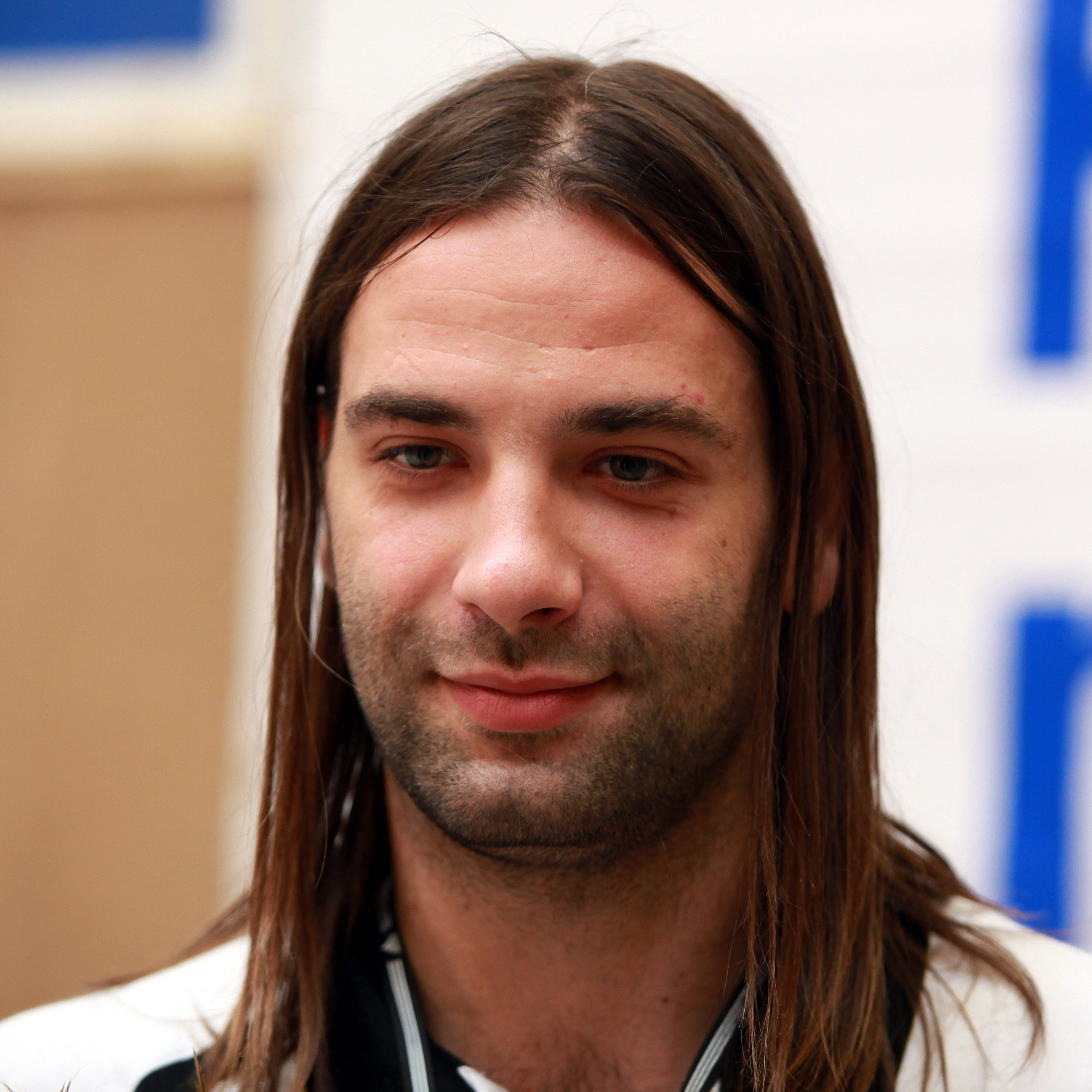
Ivano Balić, 2003 et 2006
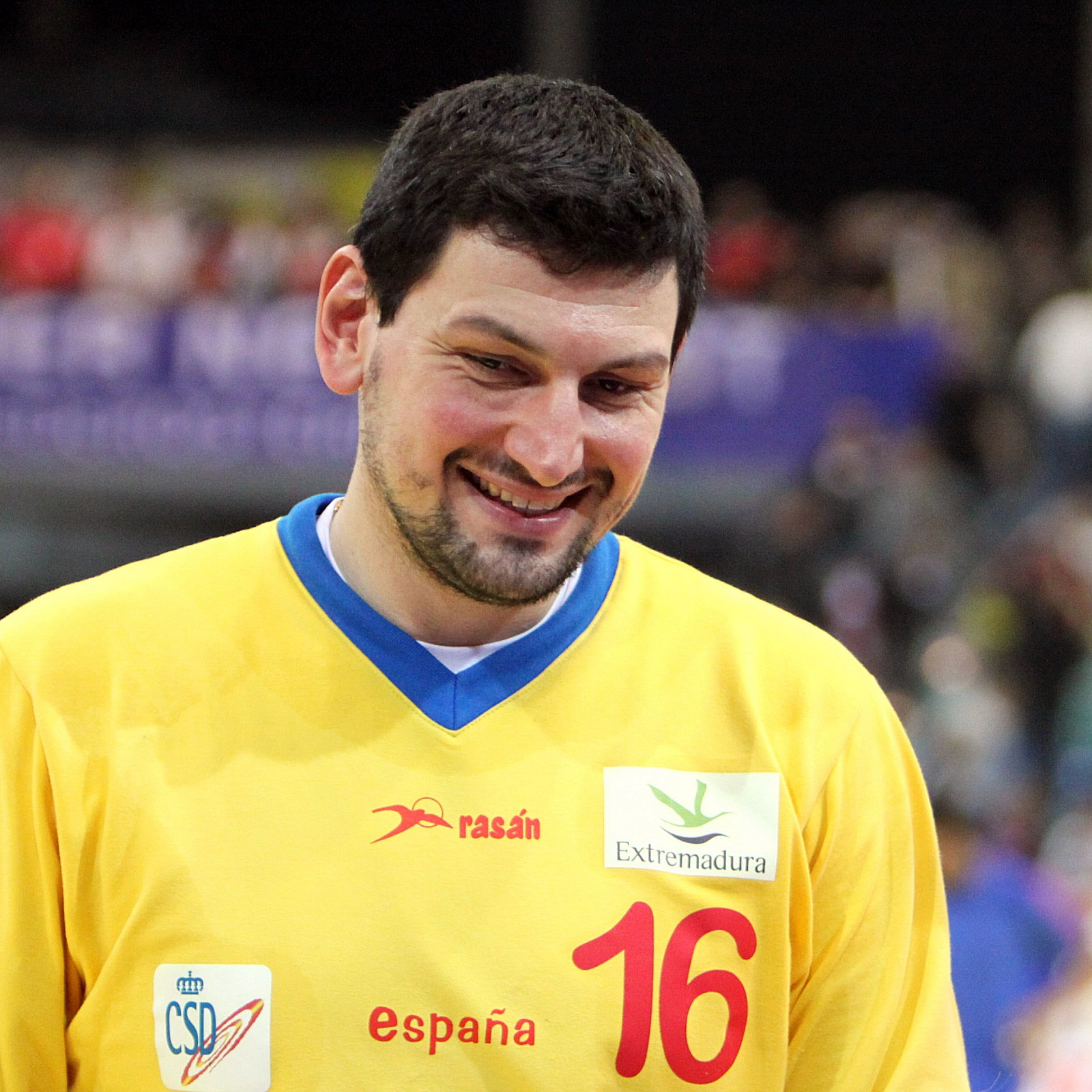
Arpad Šterbik, 2005
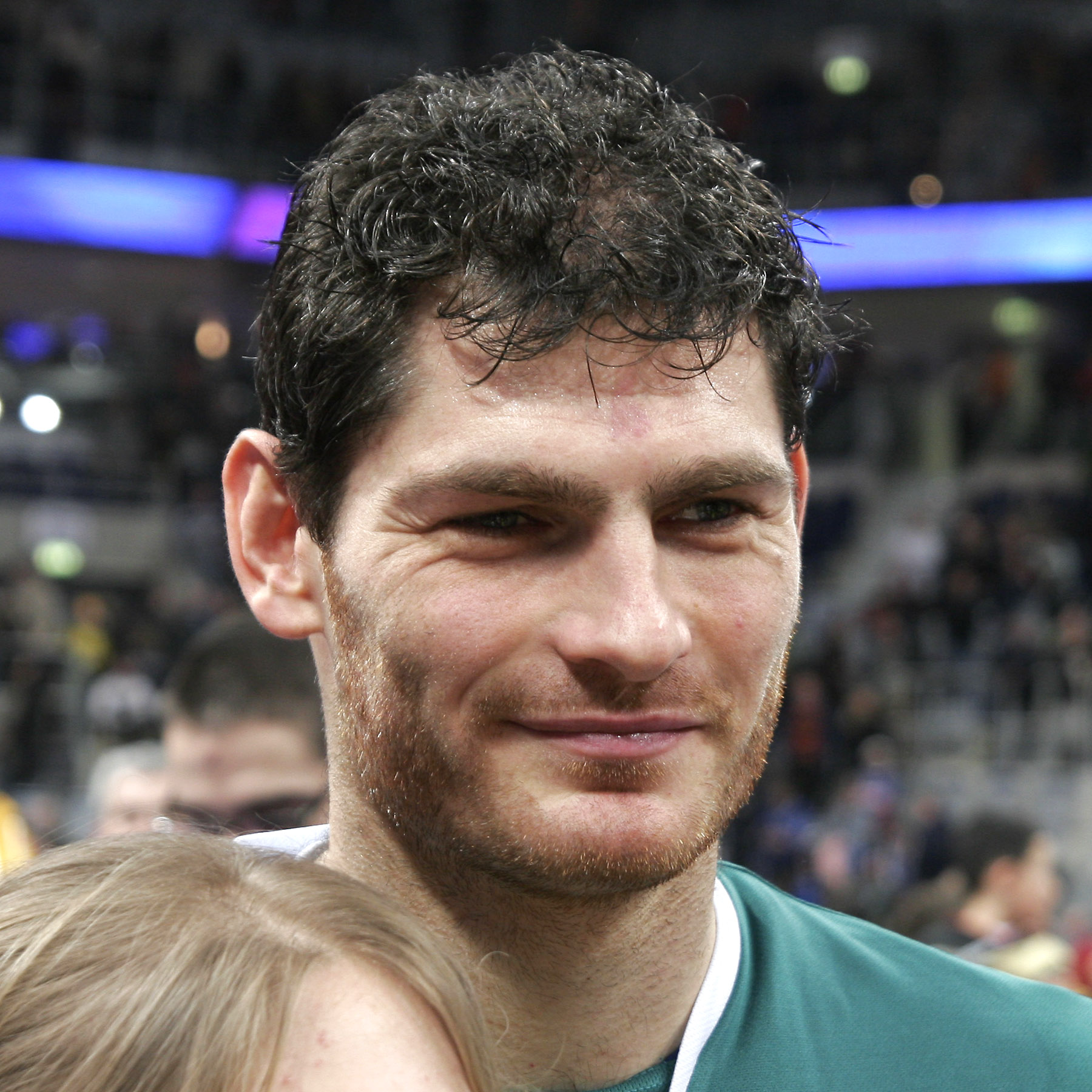
Henning Fritz, 2004
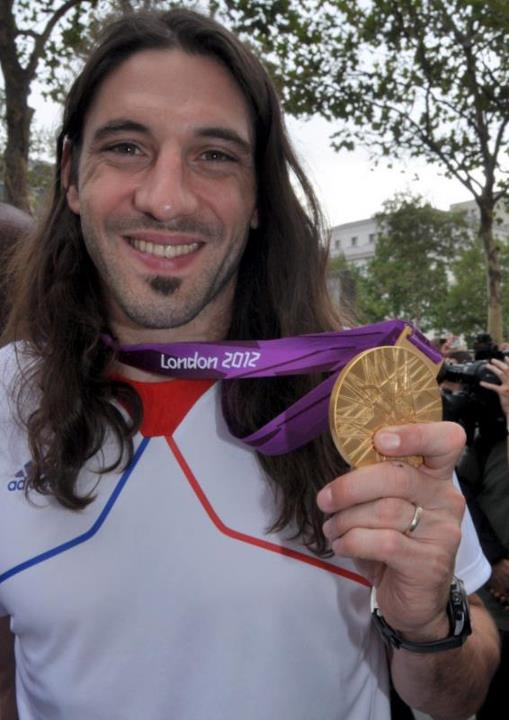
Bertrand Gille, 2002
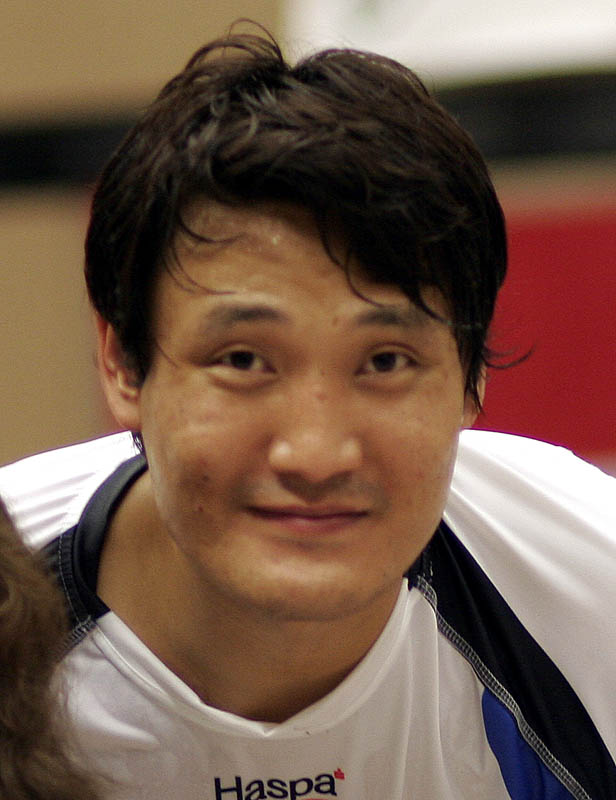
Yoon Kyung-shin, 2001
Dragan Škrbić, 2000
Rafael Guijosa, 1999
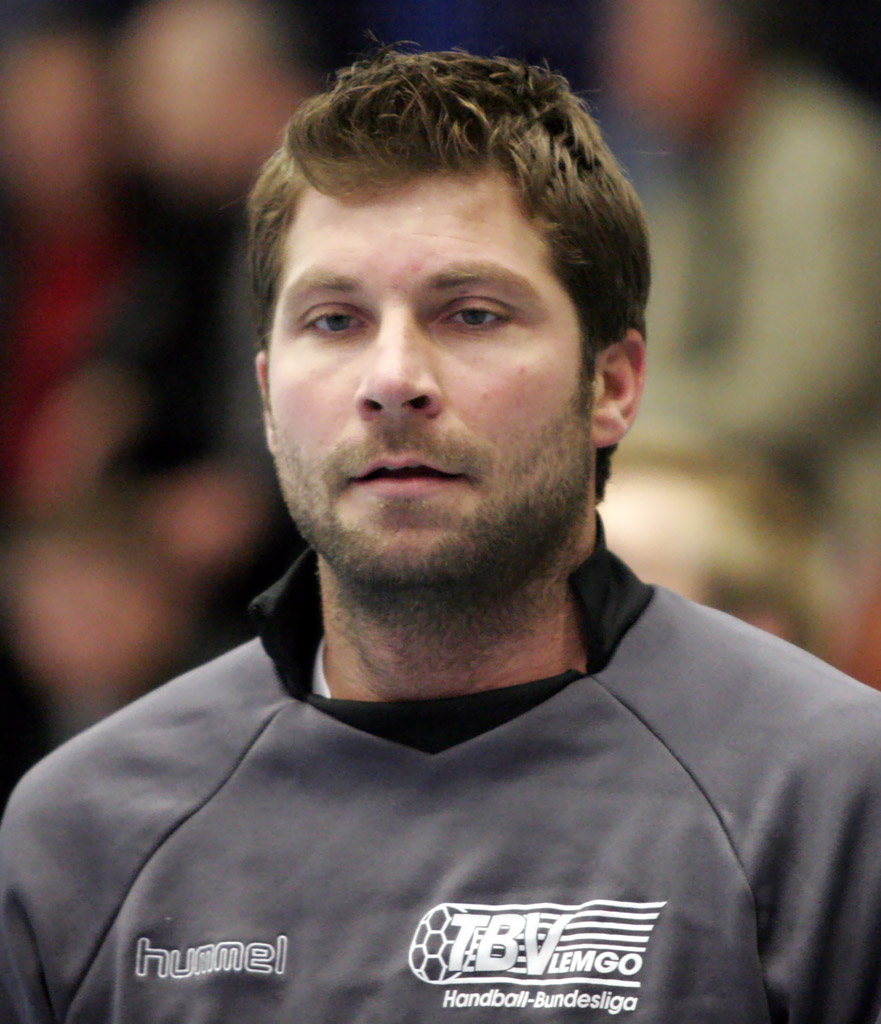
Daniel Stephan, 1998
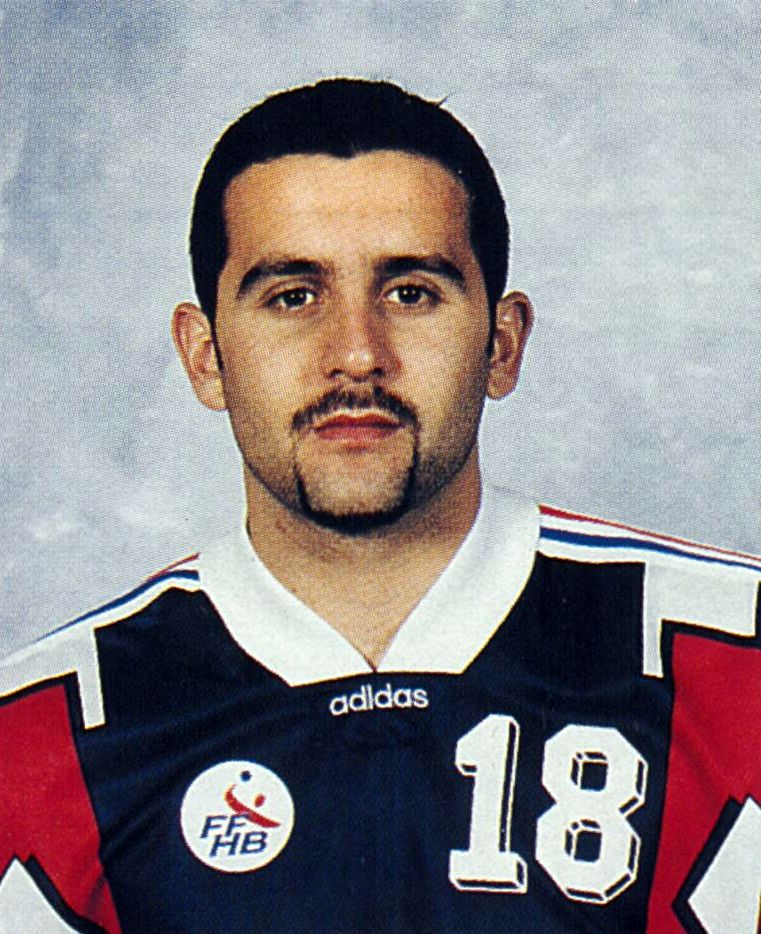
Stéphane Stoecklin, 1997
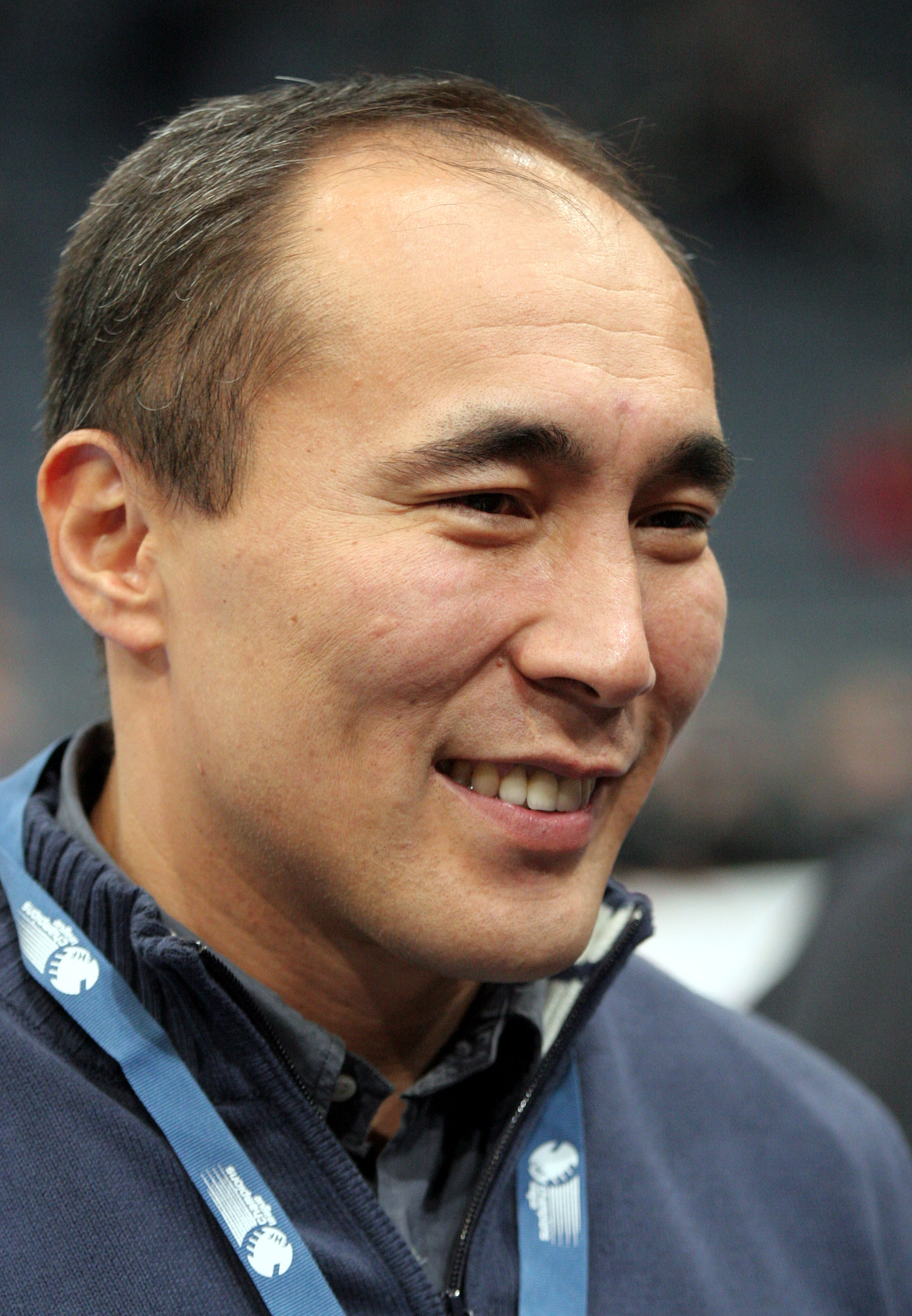
Talant Dujshebaev, 1994 et 1996
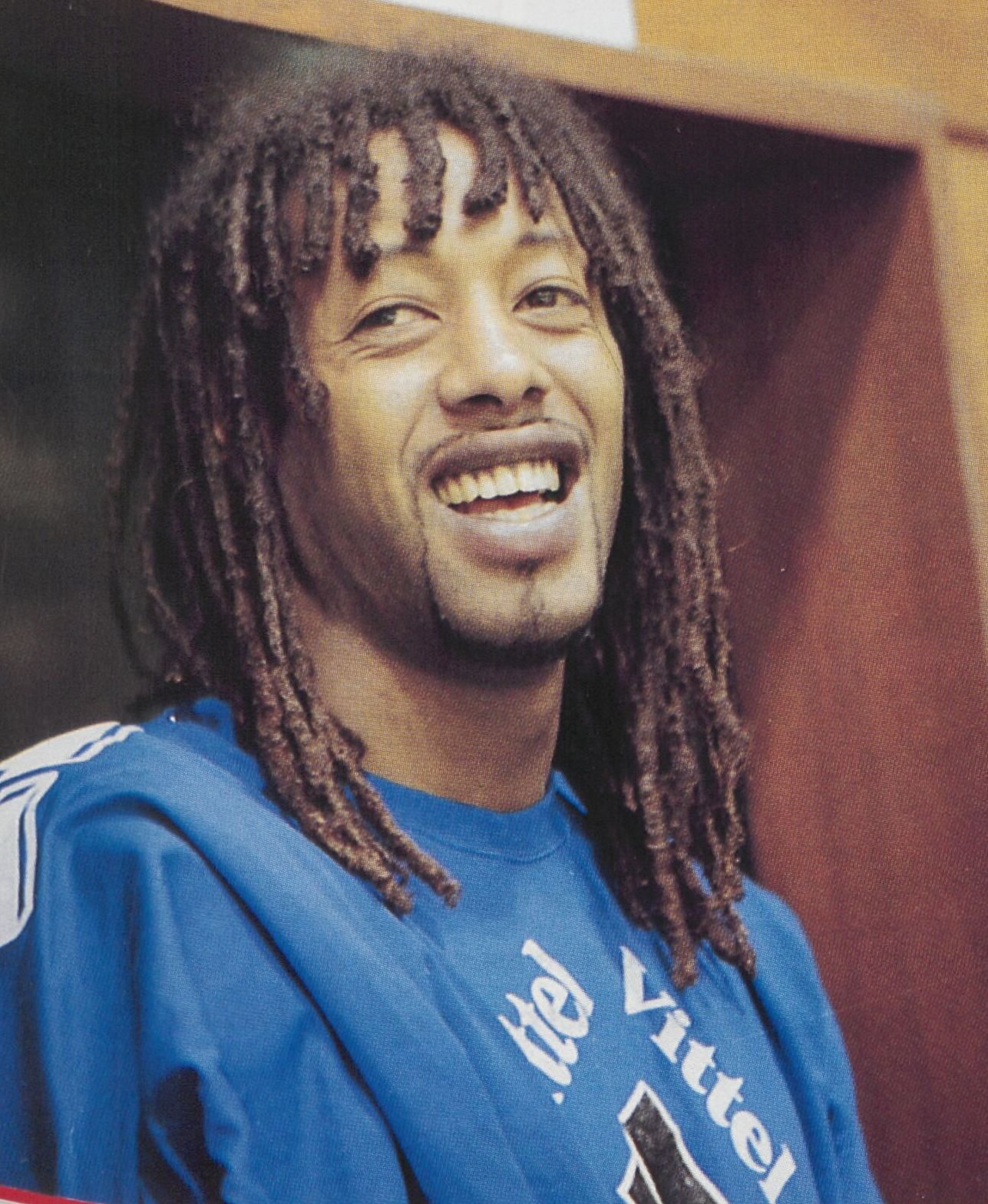
Jackson Richardson, 1995
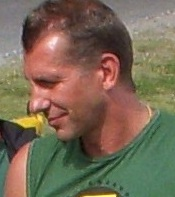
Magnus Wislander, 1990 et joueur du XXe siècle
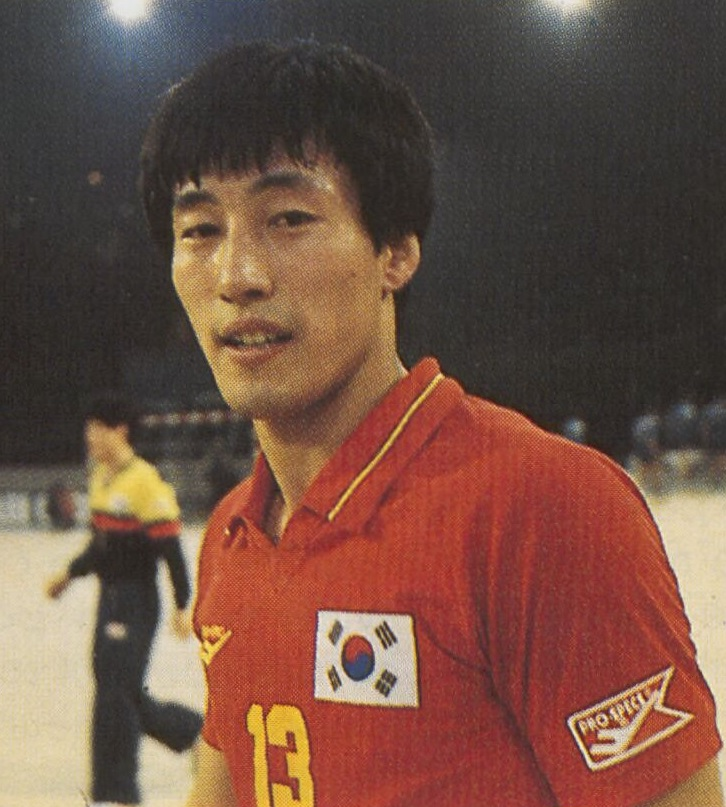
Kang Jae-won, 1988
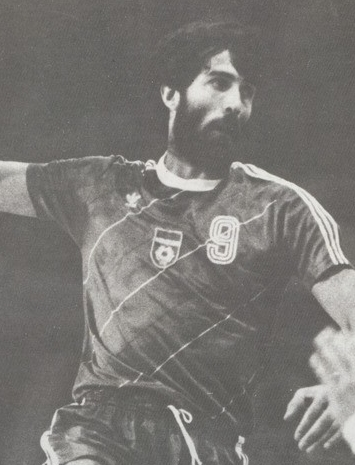
Veselin Vujović, 1987

### Statistiques
| Pays               | Titres | Joueurs |
| ------------------ | ------ | --- |
| France             | 8      | Nikola Karabatic (2007, 2014 et 2016), Jackson Richardson (1995), Stéphane Stoecklin (1997), Bertrand Gille (2002), Thierry Omeyer (2008), Daniel Narcisse (2012) |
| Danemark           | 7      | Mikkel Hansen (2011, 2015 et 2018), Niklas Landin Jacobsen (2019 et 2021), Mathias Gidsel (2023 et 2024)                                                          |
| Croatie            | 3      | Ivano Balić (2003 et 2006), Domagoj Duvnjak (2013) |
| Espagne            | 2      | Talant Dujshebaev (1996), Rafael Guijosa (1999) |
| Corée du Sud       | 2      | Kang Jae-won (1988), Yoon Kyung-shin (2001) |
| Allemagne          | 2      | Daniel Stephan (1998), Henning Fritz (2004) |
| RF Yougoslavie     | 2      | Dragan Škrbić (2000), Arpad Šterbik (2005) |
| Yougoslavie        | 1      | Veselin Vujović (1987) |
| Suède              | 1      | Magnus Wislander (1990) |
| Russie             | 1      | Talant Dujshebaev (1994) |
| Pologne            | 1      | Sławomir Szmal (2009) |
| République tchèque | 1      | Filip Jícha (2010) |

| Club                | Titres | Joueurs |
| ------------------- | ------ | --- |
| THW Kiel            | 7,5    | Magnus Wislander (½, 1990), Henning Fritz (2004), Nikola Karabatic (2007), Thierry Omeyer (2008), Filip Jícha (2010), Daniel Narcisse (2012), Niklas Landin Jacobsen (2019 et 2021) |
| Paris Saint-Germain | 3      | Mikkel Hansen (2015, 2018), Nikola Karabatic (2016) |
| FC Barcelone        | 2      | Rafael Guijosa (1999), Nikola Karabatic (2014) |
| CB Cantabria        | 2      | Talant Dujshebaev (1994 et 1996) |
| Füchse Berlin       | 2      | Mathias Gidsel (2023 et 2024) |
| HSV Hambourg        | 1,5    | Bertrand Gille (½, 2002), Domagoj Duvnjak (2013) |

| Poste          | Titres | Joueurs |
| -------------- | ------ | --- |
| Demi-centre    | 9      | Magnus Wislander (1990), Talant Dujshebaev (1994 et 1996), Jackson Richardson (1995), Ivano Balić (2003 et 2006), Domagoj Duvnjak (2013), Nikola Karabatic (2014, 2016) |
| Arrière gauche | 8      | Veselin Vujović (1987), Daniel Stephan (1998), Nikola Karabatic (2007), Filip Jícha (2010), Daniel Narcisse (2012), Mikkel Hansen (2011, 2015, 2018)                    |
| Gardien de but | 6      | Henning Fritz (2004), Arpad Šterbik (2005), Thierry Omeyer (2008), Sławomir Szmal (2009), Niklas Landin Jacobsen (2019 et 2021)                                         |
| Arrière droit  | 5      | Kang Jae-won (1988), Stéphane Stoecklin (1997), Yoon Kyung-shin (2001), Mathias Gidsel (2023 et 2024)                                                                   |
| Pivot          | 2      | Dragan Škrbić (2000), Bertrand Gille (2002) |
| Ailier gauche  | 1      | Rafael Guijosa (1999) |
| Ailier droit   | 0      | - |

Remarque : la distinction entre demi-centre et arrière gauche est souvent tenue. Ainsi, au gré de l'évolution de sa carrière, Nikola Karabatic est classé comme arrière gauche en 2007 puis comme demi-centre en 2014 et 2016.

## Palmarès féminin
| Année | Joueuse                            | Nationalité                        | Club(s)                             |
| ----- | ---------------------------------- | ---------------------------------- | ----------------------------------- |
| 1987  | Svetlana Kitić                     | Yougoslavie                        | Radnički Belgrade/ Buxtehuder SV    |
| 1988  | Kim Hyun-mee                       | Corée du Sud                       | Chodang                             |
| 1989  | Titre non attribué                 | Titre non attribué                 | Titre non attribué                  |
| 1990  | Jasna Merdan-Kolar                 | Autriche                           | Hypo Niederösterreich               |
| 1991  | Titre non attribué                 | Titre non attribué                 | Titre non attribué                  |
| 1992  | Titre non attribué                 | Titre non attribué                 | Titre non attribué                  |
| 1993  | Titre non attribué                 | Titre non attribué                 | Titre non attribué                  |
| 1994  | Mia Hermansson-Högdahl             | Suède                              | Hypo Niederösterreich               |
| 1995  | Erzsébet Kocsis                    | Hongrie                            | Dunaferr NK                         |
| 1996  | Lim O-kyeong                       | Corée du Sud                       | Hiroshima Maple Reds                |
| 1997  | Anja Andersen                      | Danemark                           | Bækkelagets SK                      |
| 1998  | Trine Haltvik                      | Norvège                            | Byåsen Trondheim                    |
| 1999  | Ausra Fridrikas                    | Autriche                           | Hypo Niederösterreich               |
| 2000  | Bojana Radulovics                  | Hongrie                            | Dunaferr NK                         |
| 2001  | Cecilie Leganger                   | Norvège                            | Bækkelagets SK & Tertnes IL         |
| 2002  | Chao Zhai                          | Chine                              | Randers HK                          |
| 2003  | Bojana Radulovics (2)              | Hongrie                            | Dunaferr NK                         |
| 2004  | Anita Kulcsár                      | Hongrie                            | Alcoa FKC & Dunaferr NK             |
| 2005  | Anita Görbicz                      | Hongrie                            | Győri ETO KC                        |
| 2006  | Nadine Krause                      | Allemagne                          | TSV Bayer 04 Leverkusen             |
| 2007  | Gro Hammerseng                     | Norvège                            | Ikast-Bording Elite Håndbold        |
| 2008  | Linn-Kristin Riegelhuth            | Norvège                            | Larvik HK                           |
| 2009  | Allison Pineau                     | France                             | Issy-les-Moulineaux & Metz Handball |
| 2010, | Cristina Neagu                     | Roumanie                           | CS Oltchim Râmnicu Vâlcea           |
| 2011, | Heidi Løke                         | Norvège                            | Larvik HK & Győri ETO KC            |
| 2012, | Alexandra do Nascimento            | Brésil                             | Hypo Niederösterreich               |
| 2013, | Andrea Lekić                       | Serbie                             | Győri ETO KC & Vardar Skopje        |
| 2014, | Eduarda Amorim                     | Brésil                             | Győri ETO KC                        |
| 2015, | Cristina Neagu (2)                 | Roumanie                           | Budućnost Podgorica                 |
| 2016, | Cristina Neagu (3)                 | Roumanie                           | Budućnost Podgorica                 |
| 2017  | Annulée par manque de votants,     | Annulée par manque de votants,     | Annulée par manque de votants,      |
| 2018, | Cristina Neagu (4)                 | Roumanie                           | CSM Bucarest                        |
| 2019  | Stine Bredal Oftedal               | Norvège                            | Győri ETO KC                        |
| 2020  | Pas d'élection organisée par l'IHF | Pas d'élection organisée par l'IHF | Pas d'élection organisée par l'IHF  |
| 2021  | Sandra Toft                        | Danemark                           | Brest Bretagne Handball             |
| 2022  | Pas d'élection organisée par l'IHF | Pas d'élection organisée par l'IHF | Pas d'élection organisée par l'IHF  |
| 2023  | Henny Reistad                      | Norvège                            | Team Esbjerg                        |
| 2024  | Henny Reistad (2)                  | Norvège                            | Team Esbjerg                        |

### Galerie

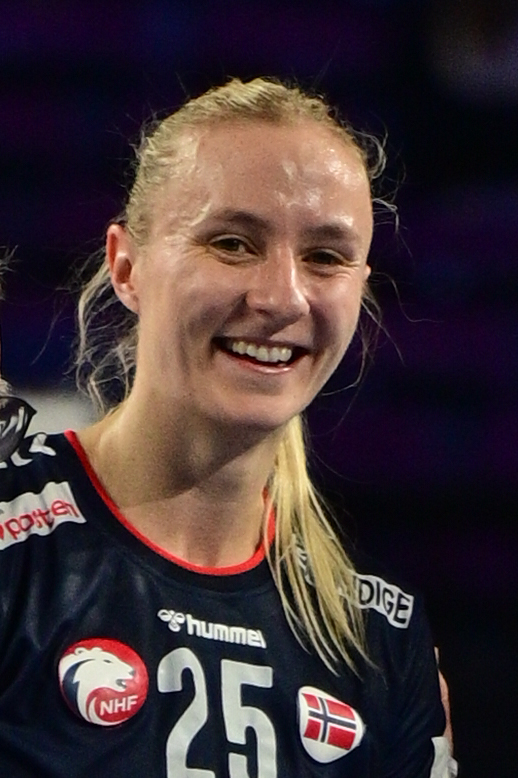
Henny Reistad, 2023 et 2024
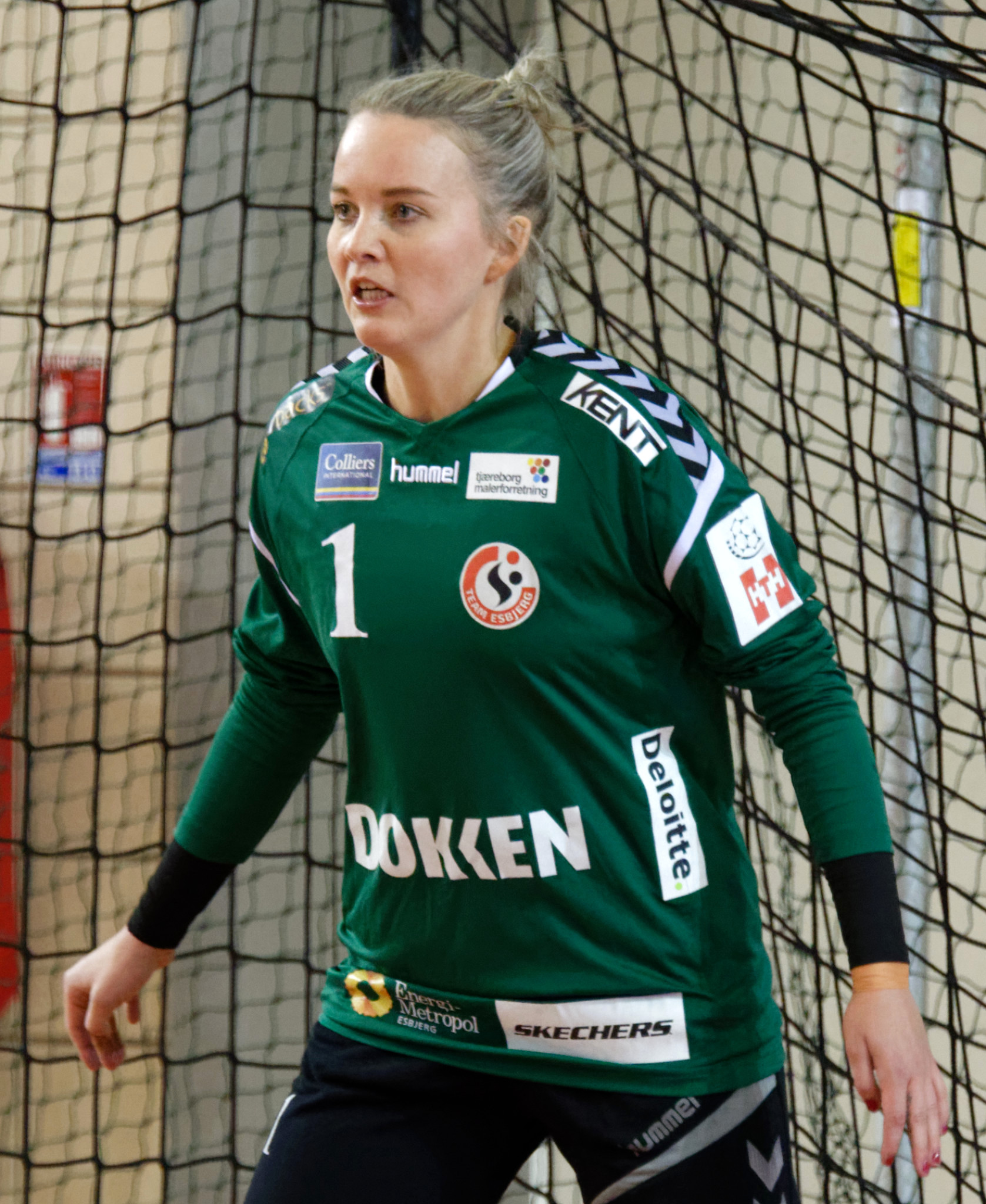
Sandra Toft, 2021
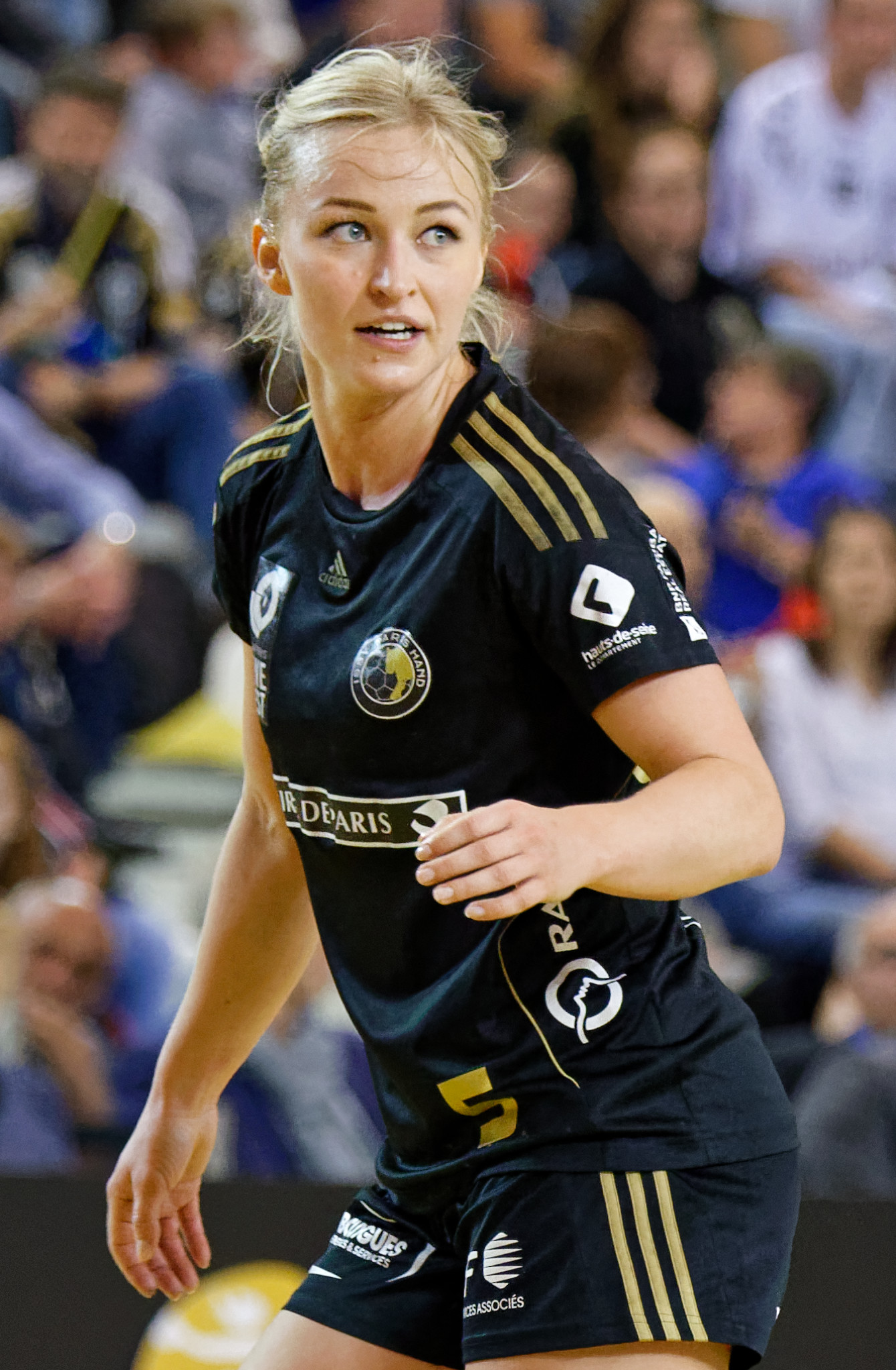
Stine Bredal Oftedal, 2019
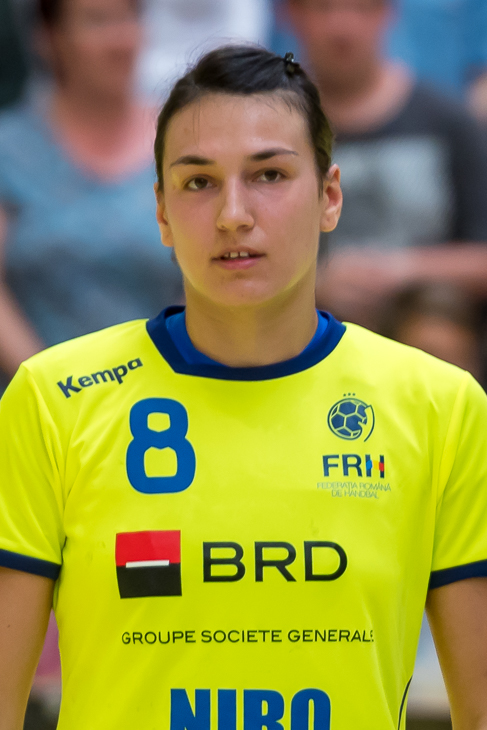
Cristina Neagu, 2010, 2015, 2016 et 2018
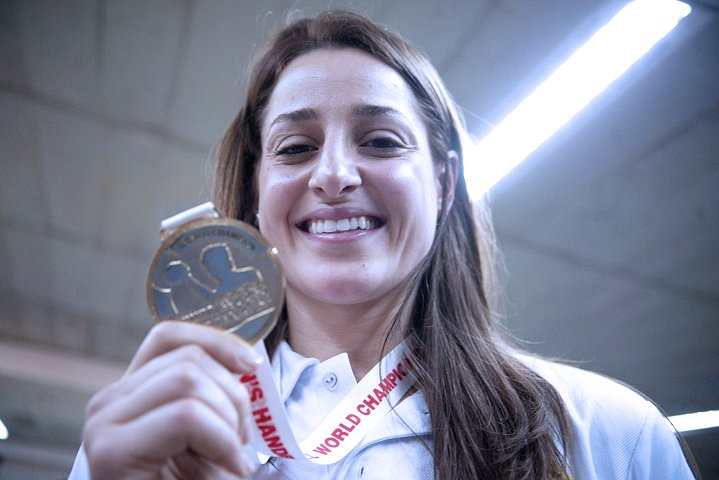
Eduarda Amorim, 2014
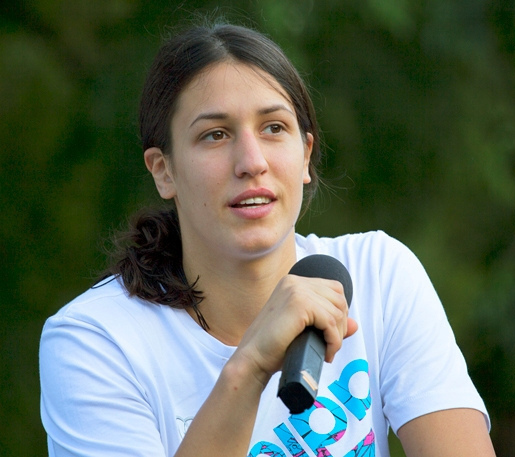
Andrea Lekić, 2013
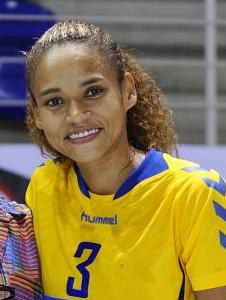
Alexandra do Nascimento, 2012
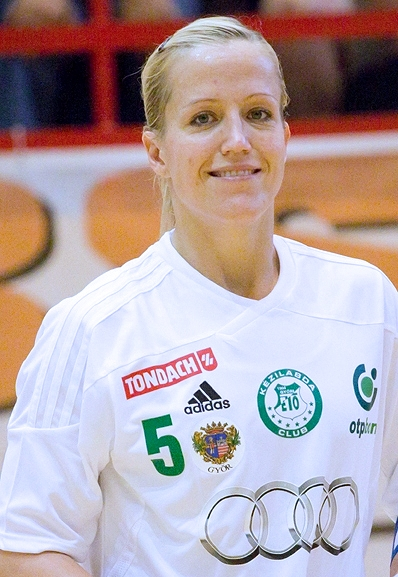
Heidi Løke, 2011
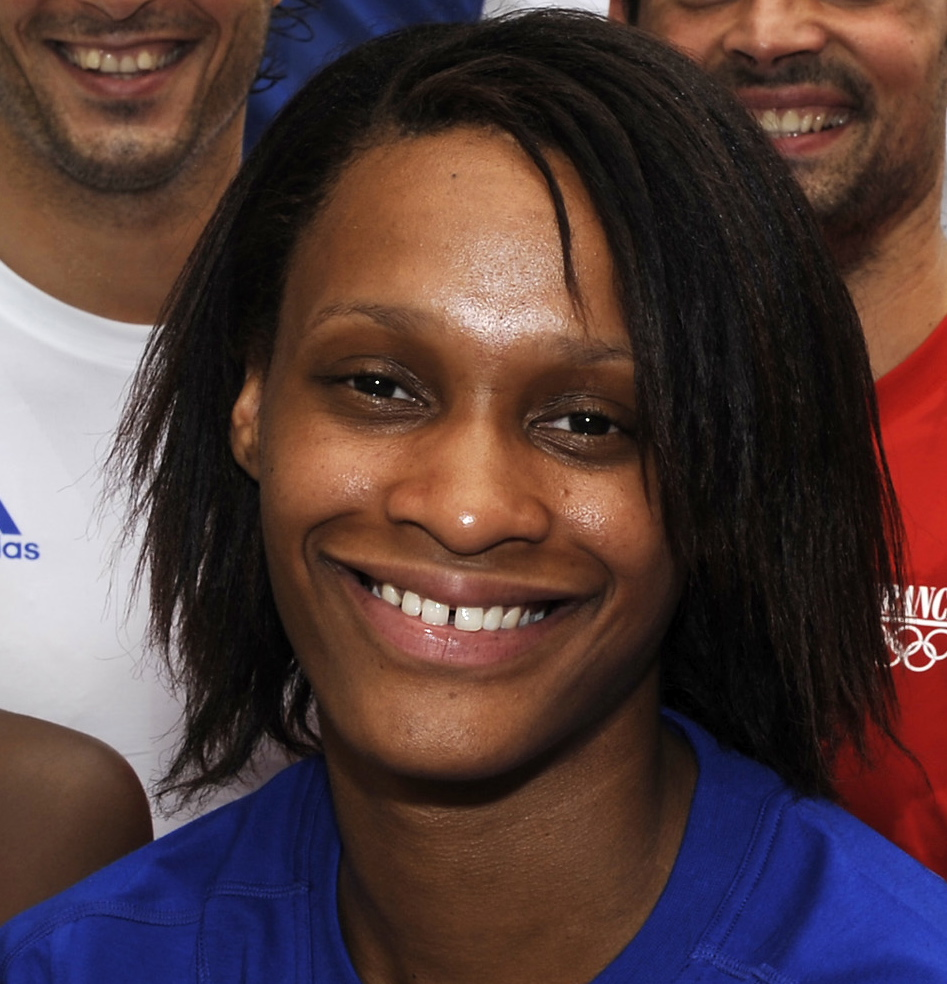
Allison Pineau, 2009
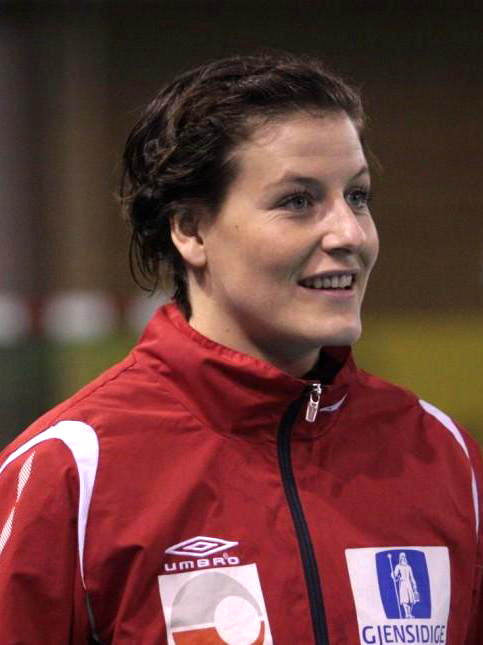
Linn-Kristin Riegelhuth, 2008
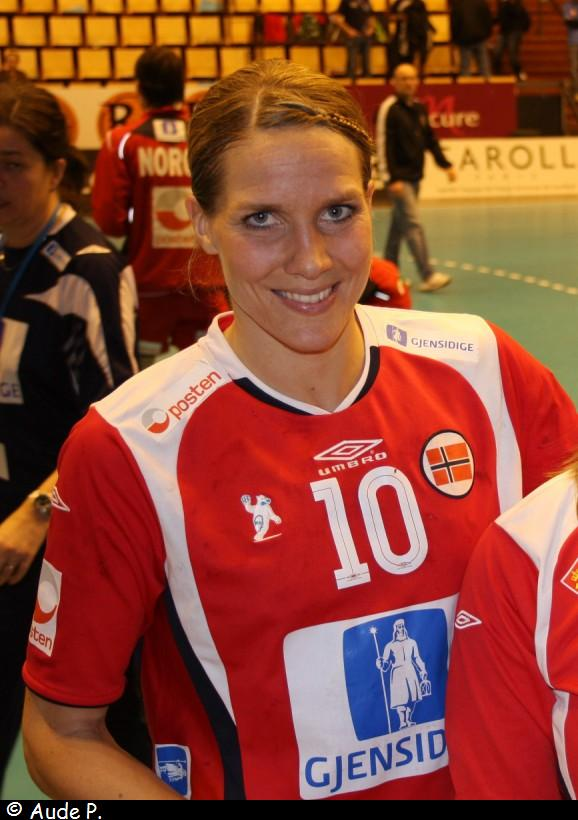
Gro Hammerseng, 2007
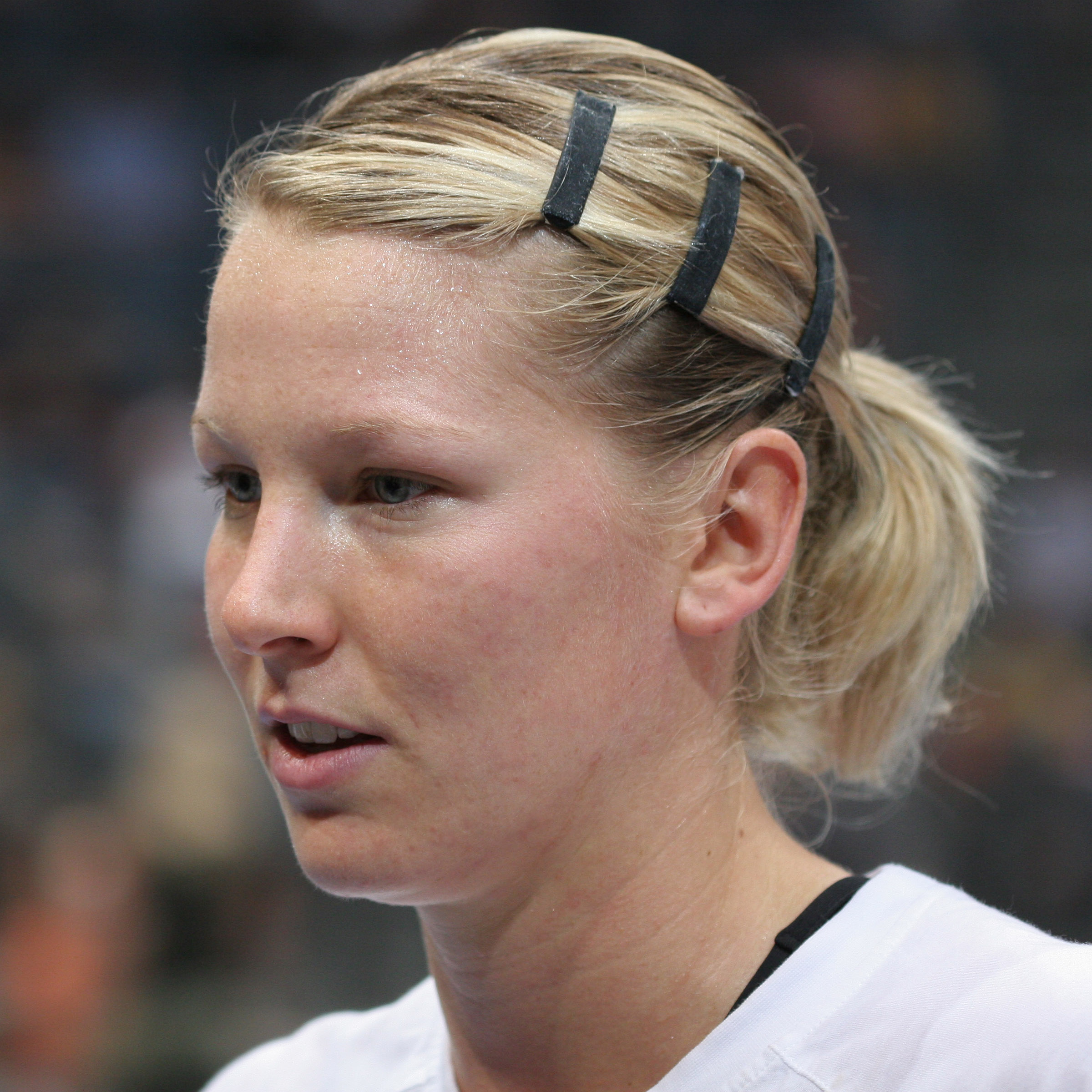
Nadine Krause, 2006
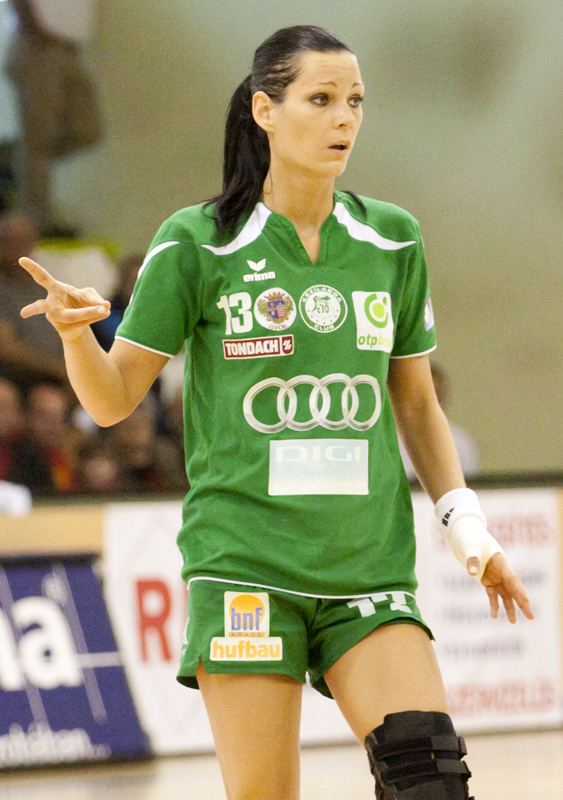
Anita Görbicz, 2005
Anita Kulcsár, 2004
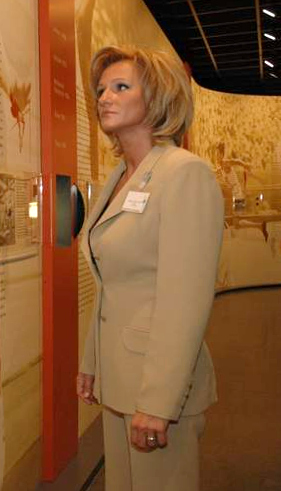
Bojana Radulovics, 2000 et 2003
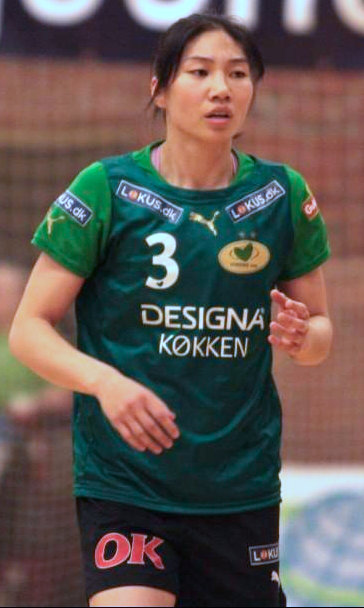
Chao Zhai, 2002
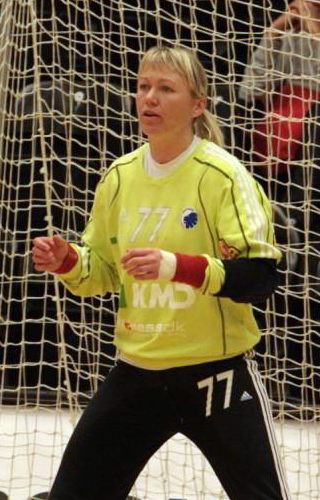
Cecilie Leganger, 2001
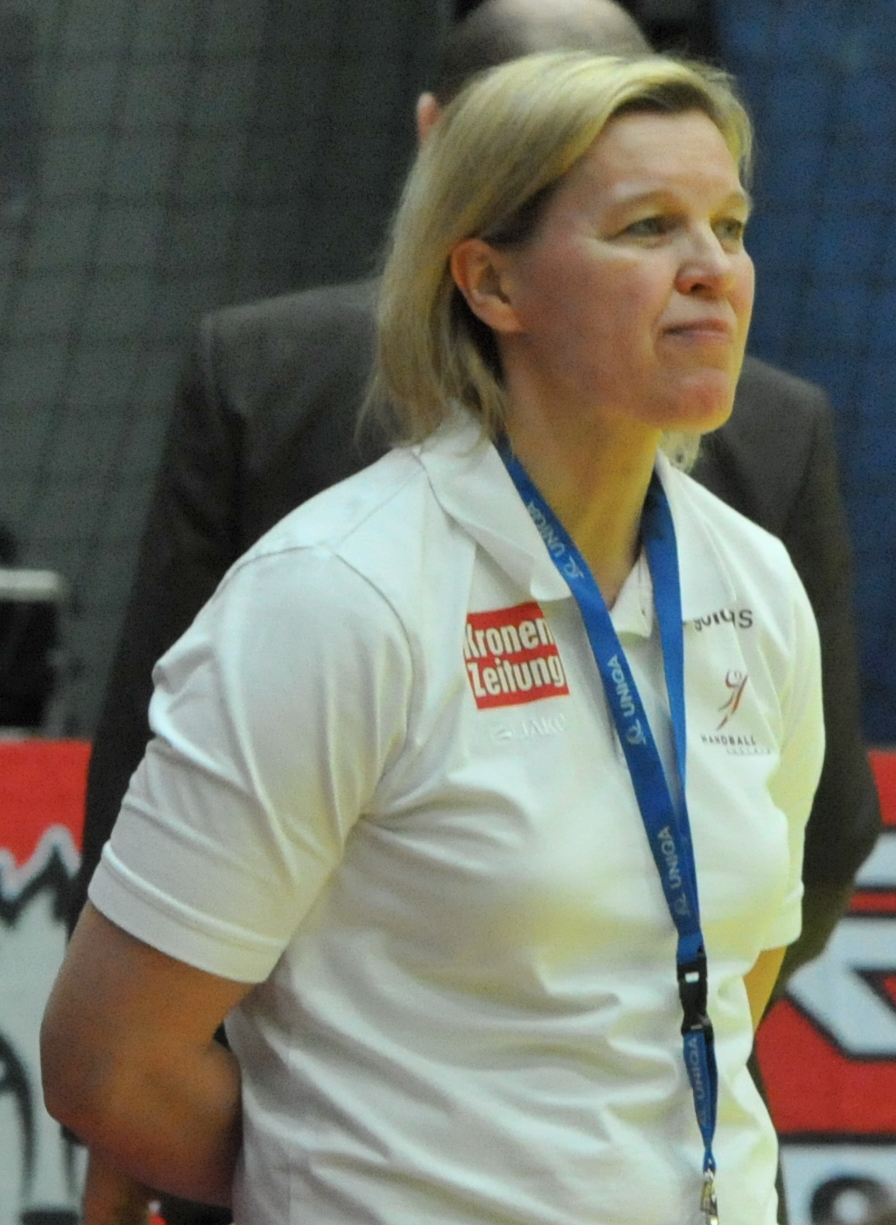
Ausra Fridrikas, 1999
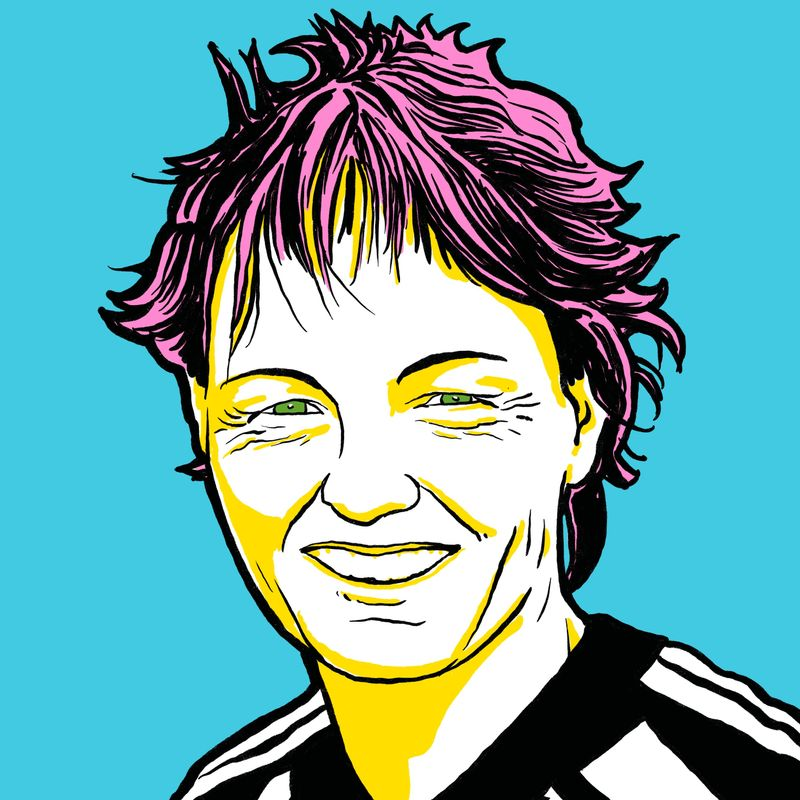
Trine Haltvik, 1998
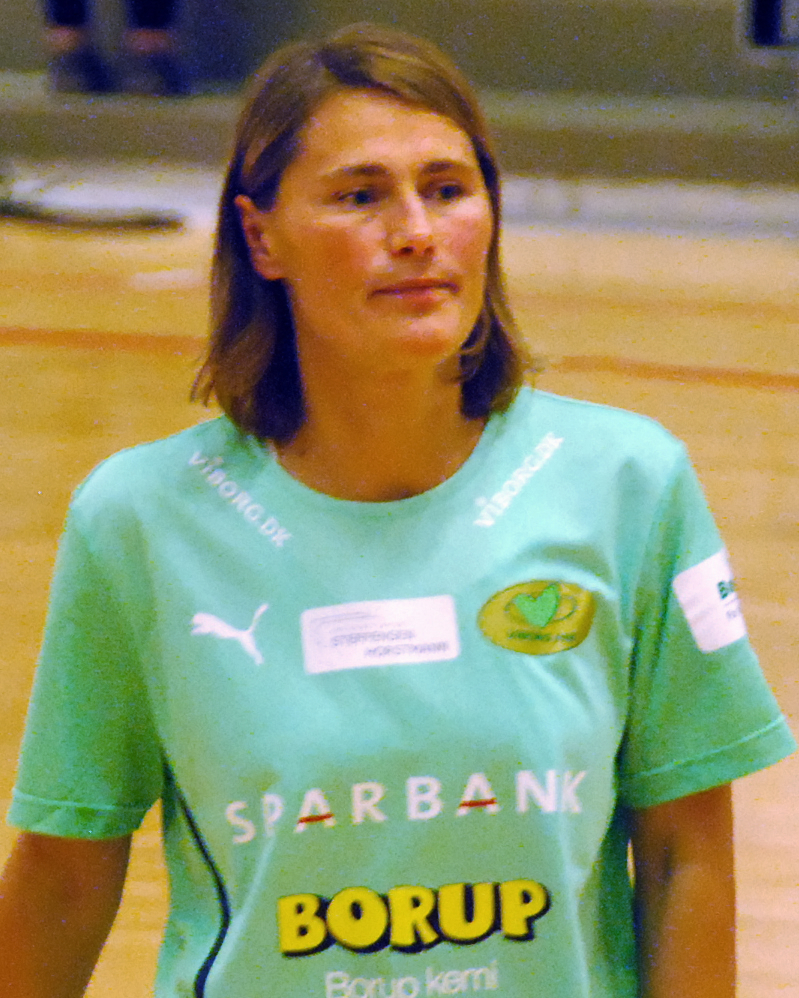
Anja Andersen, 1997
Lim O-kyeong, 1996
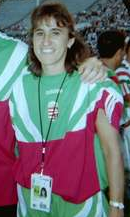
Erzsébet Kocsis, 1995
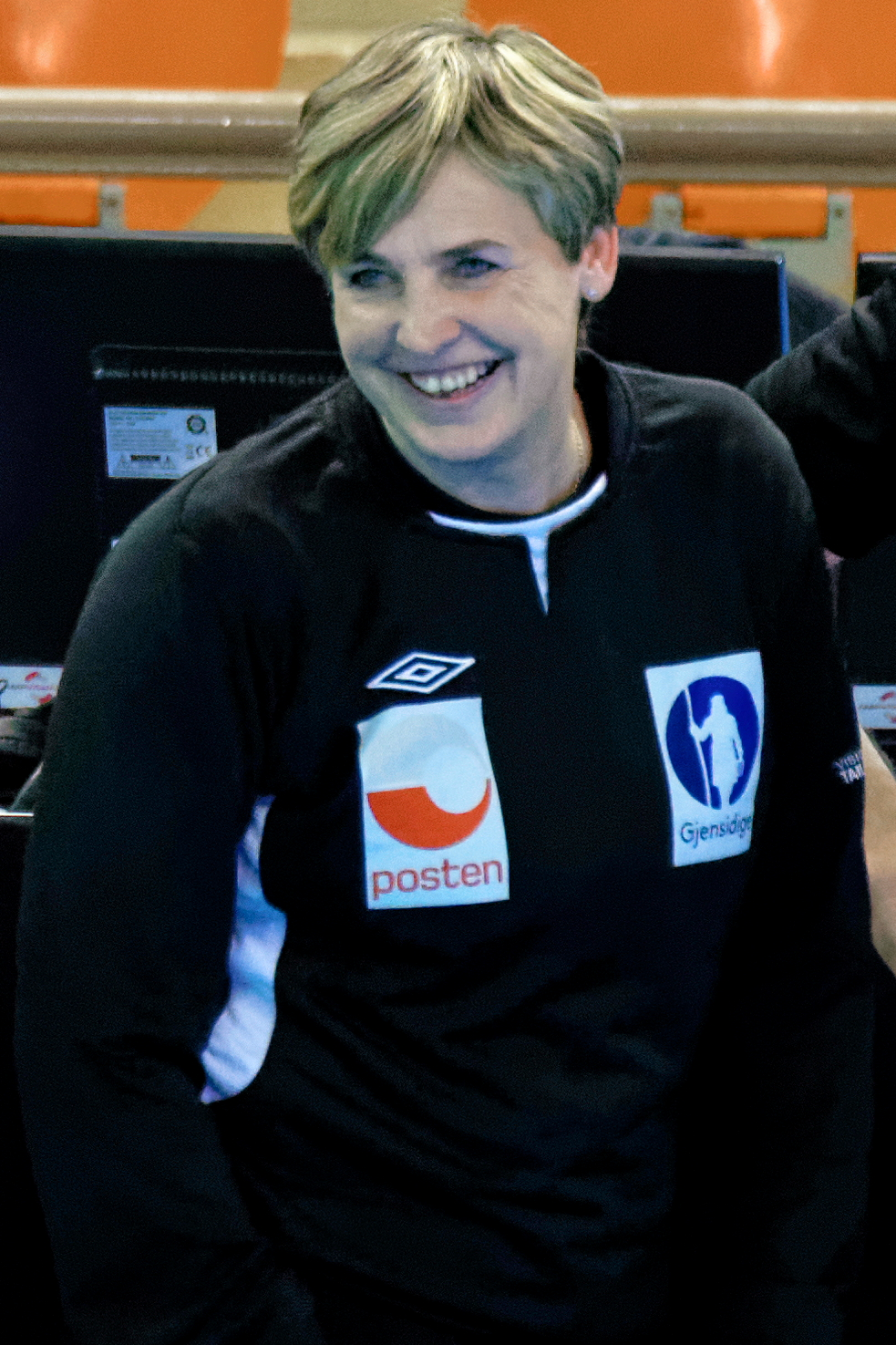
Mia Hermansson-Högdahl, 1994
Jasna Merdan-Kolar, 1990
Kim Hyun-mee, 1988
Svetlana Kitić, 1987

### Statistiques
| Pays         | Titres | Joueuses |
| ------------ | ------ | --- |
| Norvège      | 8      | Trine Haltvik (1998), Cecilie Leganger (2001), Gro Hammerseng (2007), Linn-Kristin Riegelhuth Koren (2008), Heidi Løke (2011), Stine Bredal Oftedal (2019), Henny Reistad (2023 et 2024) |
| Hongrie      | 5      | Erzsébet Kocsis (1995), Bojana Radulovics (2000 et 2003), Anita Kulcsár (2004), Anita Görbicz (2005)                                                                                     |
| Roumanie     | 4      | Cristina Neagu (2010, 2015, 2016 et 2018) |
| Corée du Sud | 2      | Kim Hyun-mee (1988), Lim O-kyeong (1996) |
| Autriche     | 2      | Jasna Merdan-Kolar (1990), Ausra Fridrikas (1999) |
| Brésil       | 2      | Alexandra do Nascimento (2012), Eduarda Amorim (2014) |
| Danemark     | 2      | Anja Andersen (1997), Sandra Toft (2021) |
| Yougoslavie  | 1      | Svetlana Kitić (1987) |
| Suède        | 1      | Mia Hermansson-Högdahl (1994) |
| Chine        | 1      | Chao Zhai (2002) |
| Allemagne    | 1      | Nadine Krause (2006) |
| France       | 1      | Allison Pineau (2009) |
| Serbie       | 1      | Andrea Lekić (2013) |

| Club                  | Titres | Joueuses |
| --------------------- | ------ | --- |
| Hypo Niederösterreich | 4      | Jasna Merdan-Kolar (1990), Mia Hermansson-Högdahl (1994), Ausra Fridrikas (1999), Alexandra do Nascimento (2012)       |
| Győri ETO KC          | 4      | Anita Görbicz (2005), Heidi Løke (½, 2011), Andrea Lekić (½, 2013), Eduarda Amorim (2014), Stine Bredal Oftedal (2019) |
| Dunaferr NK           | 3,5    | Erzsébet Kocsis (1995), Bojana Radulovics (2000 et 2003), Anita Kulcsár (½, 2004)                                      |
| Team Esbjerg          | 2      | Henny Reistad (2023 et 2024)                                                                                           |

| Poste            | Titres | Joueuses |
| ---------------- | ------ | --- |
| Arrière gauche   | 12     | Anja Andersen (1997), Trine Haltvik (1998), Ausra Fridrikas (1999), Nadine Krause (2006), Allison Pineau (2009), Eduarda Amorim (2014), Cristina Neagu (2010, 2015, 2016 et 2018), Henny Reistad (2023 et 2024)                            |
| Demi-centre      | 10     | Svetlana Kitić (1987), Kim Hyun-mee (1988), Jasna Merdan-Kolar (1990), Mia Hermansson-Högdahl (1994), Lim O-kyeong (1996), Chao Zhai (2002), Anita Görbicz (2005), Gro Hammerseng (2007), Andrea Lekić (2013), Stine Bredal Oftedal (2019) |
| Pivot            | 3      | Erzsébet Kocsis (1995), Anita Kulcsár (2004), Heidi Løke (2011), |
| Gardienne de but | 2      | Cecilie Leganger (2001), Sandra Toft (2021) |
| Arrière droite   | 2      | Bojana Radulovics (2000 et 2003) |
| Ailière droite   | 2      | Linn-Kristin Riegelhuth Koren (2008), Alexandra do Nascimento (2012) |
| Ailière gauche   | 0      | - |

Remarque : la distinction entre demi-centre et arrière gauche est souvent tenue, les joueuses pouvant généralement évoluer sur les deux postes.

## Autres récompenses

### Récompenses antécédentes
Si l'IHF n'indique des récompenses que depuis 1988, d'autres joueurs auraient été élus meilleurs joueurs du monde auparavant.
Ainsi, le Roumain Cristian Gațu a été élu meilleur joueur du monde en 1974 et l'aurait été en 1970, 1971, 1973[réf. nécessaire] tandis que son compatriote Ștefan Birtalan aurait été élu en 1974 ( [sic]), 1976 et 1977,.

### Meilleurs joueurs de tous les temps
Plusieurs votes ont été réalisés pour désigner les meilleurs handballeurs de tous les temps, avec toutes les réserves inhérents à ce type de vote, en particulier lorsque les votes sont réalisés par des internautes.
En 1992, le Roumain Gheorghe Gruia est nommé meilleur joueur de tous les temps par la Fédération internationale de handball,.
En 2000, le Suédois Magnus Wislander et la Soviétique puis Ukrainienne Zinaïda Tourtchyna ont été élus joueur et joueuse du XXe siècle par l'IHF,, :
| Rang | Joueuse                           | Nationalité           | Votes                  |
| ---- | --------------------------------- | --------------------- | ---------------------- |
| 1    | Zinaïda Tourtchyna                | Union soviétique      | 32,9 %                 |
| 2    | Anja Andersen                     | Danemark              | 29,2 %                 |
| 3    | Lim O-kyeong                      | Corée du Sud          | 10,5 %                 |
| 4    | Anna Botan-Stark (-Stănișel) (ro) | Roumanie              | Autres joueuses 27,4 % |
| 4    | Michaela Erler (de)               | / Allemagne           | Autres joueuses 27,4 % |
| 4    | Kim Hyun-mee                      | Corée du Sud          | Autres joueuses 27,4 % |
| 4    | Svetlana Kitić                    | Yougoslavie           | Autres joueuses 27,4 % |
| 4    | Jasna Merdan-Kolar                | Yougoslavie/ Autriche | Autres joueuses 27,4 % |
| 4    | Waltraud Kretzschmar              | Allemagne de l'Est    | Autres joueuses 27,4 % |
| 4    | Natalia Morskova                  | Russie                | Autres joueuses 27,4 % |
| 4    | Anne-Marie Nielsen                | Danemark              | Autres joueuses 27,4 % |
| 4    | Amália Sterbinszky                | Hongrie               | Autres joueuses 27,4 % |
| 4    | Heidi Sundal                      | Norvège               | Autres joueuses 27,4 % |

| Rang | Joueur               | Nationalité                   | Votes                 |
| ---- | -------------------- | ----------------------------- | --------------------- |
| 1    | Magnus Wislander     | Suède                         | 20,4 %                |
| 2    | Talant Dujshebaev    | URSS/ Équipe unifiée/ Espagne | 18,7 %                |
| 3    | Andreï Lavrov        | URSS/ Équipe unifiée/ Russie  | 17,0 %                |
| 4    | Gheorghe Gruia       | Roumanie                      | 11,3 %                |
| 5    | Jackson Richardson   | France                        | 6,5 %                 |
| 6    | Ștefan Birtalan      | Roumanie                      | Autres joueurs 26,1 % |
| 6    | Hrvoje Horvat        | Yougoslavie                   | Autres joueurs 26,1 % |
| 6    | Kang Jae-won         | Corée du Sud                  | Autres joueurs 26,1 % |
| 6    | Péter Kovács         | Hongrie                       | Autres joueurs 26,1 % |
| 6    | Herbert Lübking (de) | Allemagne de l'Ouest          | Autres joueurs 26,1 % |
| 6    | Vojtěch Mareš (cs)   | Tchécoslovaquie               | Autres joueurs 26,1 % |
| 6    | Vladimir Maksimov    | Union soviétique              | Autres joueurs 26,1 % |
| 6    | Hans Moser (en)      | Roumanie                      | Autres joueurs 26,1 % |
| 6    | Wieland Schmidt      | Allemagne de l'Est            | Autres joueurs 26,1 % |
| 6    | Paul Tiedemann (de)  | Allemagne de l'Est            | Autres joueurs 26,1 % |
| 6    | Jiří Vícha (cs)      | Tchécoslovaquie               | Autres joueurs 26,1 % |
| 6    | Veselin Vujović      | Yougoslavie                   | Autres joueurs 26,1 % |
| 6    | Erhard Wunderlich    | Allemagne de l'Ouest          | Autres joueurs 26,1 % |

En 2010, un vote sur internet organisé par l'IHF a désigné le Croate Ivano Balić (48,7 %) meilleur joueur de tous les temps, devant le Français Nikola Karabatic (33,7 %), le Russe puis Espagnol Talant Dujshebaev (16,5 %) et l'Allemand Joachim Deckarm, tout en sachant que des joueurs emblématiques tels que Magnus Wislander, pourtant élu meilleur joueur du XXe siècle, Jackson Richardson, Andreï Lavrov ou encore Veselin Vujović n'étaient pas nommés. Chez les femmes, la Yougoslave Svetlana Kitić est élue à 84,1 %, devant la Danoise Anja Andersen (10,3 %), l'Allemande Waltraud Kretzschmar (mère de Stefan Kretzschmar, 3,7 %) et la Soviétique puis Ukrainienne Zinaïda Tourtchyna (1,8 %).
Concernant les gardiens de but, le Français Thierry Omeyer a été élu meilleur gardien de tous les temps par un vote du public avec 93,54 % des votes devant le Russe Andreï Lavrov (2,98 %), l'Allemand Andreas Thiel et le Suédois Mats Olsson, tous deux à 1,74 %. Chez les femmes, la Roumaine Luminița Dinu-Huțupan est élue meilleure gardienne de but de tous les temps par un vote du public avec 94 % des votes devant la Norvégienne Cecilie Leganger (4,03 %), la Danoise Lene Rantala (1,36 %) et la Russe puis Autrichienne Tatjana Dschandschgawa (0,84 %).

### Meilleurs entraîneurs
Parallèlement au titre de meilleur handballeur mondial de l'année, la Fédération internationale de handball désigne depuis 2009 le titre de meilleur entraîneur de l'année d'une équipe masculine et d'une équipe féminine :
| Année | Équipe masculine                   | Équipe masculine                   | Équipe féminine                    | Équipe féminine                    |
| Année | Entraîneur                         | Équipe                             | Entraîneur                         | Équipe                             |
| ----- | ---------------------------------- | ---------------------------------- | ---------------------------------- | ---------------------------------- |
| 2009  | Claude Onesta                      | France                             | Ievgueni Trefilov                  | Russie et Zvezda Zvenigorod        |
| 2010  | Claude Onesta (2)                  | France                             | Olivier Krumbholz                  | France                             |
| 2011, | Ulrik Wilbek                       | Danemark                           | Þórir Hergeirsson                  | Norvège                            |
| 2012  | Valero Rivera                      | Espagne                            | Þórir Hergeirsson (2)              | Norvège                            |
| 2013  | Pas d'élection organisée par l'IHF | Pas d'élection organisée par l'IHF | Pas d'élection organisée par l'IHF | Pas d'élection organisée par l'IHF |
| 2014  | Ljubomir Vranjes                   | SG Flensburg-Handewitt             | Þórir Hergeirsson (3)              | Norvège                            |
| 2015  | Dagur Sigurðsson                   | Allemagne et Füchse Berlin         | Þórir Hergeirsson (4)              | Norvège                            |
| 2016  | Didier Dinart                      | France                             | Þórir Hergeirsson (5)              | Norvège                            |
| 2017  | Pas d'élection organisée par l'IHF | Pas d'élection organisée par l'IHF | Pas d'élection organisée par l'IHF | Pas d'élection organisée par l'IHF |
| 2018  | Didier Dinart (2)                  | France                             | Olivier Krumbholz (2)              | France                             |
| 2019  | Nikolaj Bredahl Jacobsen           | Danemark et Rhein-Neckar L.        | Emmanuel Mayonnade                 | Pays-Bas et Metz Handball          |
| 2020  | Pas d'élection organisée par l'IHF | Pas d'élection organisée par l'IHF | Pas d'élection organisée par l'IHF | Pas d'élection organisée par l'IHF |
| 2021  | Nikolaj Bredahl Jacobsen (2)       | Danemark et Rhein-Neckar L.        | Jesper Jensen                      | Danemark et Team Esbjerg           |
| 2022  | Pas d'élection organisée par l'IHF | Pas d'élection organisée par l'IHF | Pas d'élection organisée par l'IHF | Pas d'élection organisée par l'IHF |
| 2023  | Pas d'élection organisée par l'IHF | Pas d'élection organisée par l'IHF | Pas d'élection organisée par l'IHF | Pas d'élection organisée par l'IHF |
| 2024  | Pas d'élection organisée par l'IHF | Pas d'élection organisée par l'IHF | Pas d'élection organisée par l'IHF | Pas d'élection organisée par l'IHF |

### Meilleurs jeunes
Parallèlement au titre de meilleur handballeur mondial de l'année, la Fédération internationale de handball désigne depuis 2023 le titre de meilleur jeune (moins de 22 ans) handballeur et handballeuse de l'année :
| Année | Joueur                               | Nationalité | Club(s)               | Autres nommés                                  |
| ----- | ------------------------------------ | ----------- | --------------------- | ---------------------------------------------- |
| 2023  | Elias Ellefsen á Skipagøtu (en) (DC) | Îles Féroé  | THW Kiel              | Juri Knorr (DC), Nils Lichtlein (DC)           |
| 2024  | Renārs Uščins (ARD)                  | Allemagne   | TSV Hannover-Burgdorf | Francisco Costa (ARD), Dominik Kuzmanović (GB) |

| Année | Joueuse               | Nationalité | Club(s)              | Autres nommées                                  |
| ----- | --------------------- | ----------- | -------------------- | ----------------------------------------------- |
| 2023  | Léna Grandveau        | France      | Neptunes de Nantes   | Charlotte Cholevová (ARG), Viola Leuchter (ARD) |
| 2024  | Petra Simon (en) (DC) | Hongrie     | Ferencváros Budapest | Lylou Borg (DC), Léna Grandveau (ARG)           |

### EHF Award
En 2011, la Fédération européenne de handball (EHF) a décerné une récompense intitulée « The EHF Handball Award » qui distingue les joueurs ayant remporté les titres majeurs aussi bien en équipe nationale (Championnats d'Europe et du monde et Jeux olympiques) qu'en club (Ligues des champions et autres compétitions européennes ou nationales).
Quatre joueurs et une joueuse ont ainsi été distingués :
- Luc Abalo : équipe de France et BM Ciudad Real (carrière de joueur terminée) ;
- Didier Dinart : équipe de France et BM Ciudad Real (carrière de joueur terminée) ;
- Daniel Narcisse : équipe de France et THW Kiel (carrière de joueur terminée) ;
- Thierry Omeyer : équipe de France et THW Kiel (carrière de joueur terminée) ;
- Rikke Skov : équipe du Danemark et Viborg HK (carrière de joueuse terminée) ;